# دوج كرافان
دوج كرافان هي سيارة ميني فان من صناعة دودج أنتجت في 1983م.
| دودج جراند كارافان                 | دودج جراند كارافان |
| ---------------------------------- | --- |
| 2011 دودج جراند كارافان ماين ستريت | |
| ملخص                               | |
| الصانع                             | - كرايسلر - (شركة كرايسلر؛ 1984-1998) - (دايملر كرايسلر، 1998-2007) - (كرايسلر ذ م م 2007-2009) - (مجموعة كرايسلر ذ م م، 2009-2014) - (مجموعة فيات كرايسلر للسيارات، الولايات المتحدة، 2014-2020) |
| إنتاج                              | 2 نوفمبر 1983 21 أغسطس 2020 |
| سنوات النموذج                      | 1984-2020 |
| المجسم                             | - جمعية وندسور، وندسور، أونتاريو، كندا (دودج كندا) - فوزهو، الصين (ساويست) (2007-2010) - جمعية سانت لويس، سانت لويس، الولايات المتحدة الأمريكية                                                   |
| الجسم والشاسيه                     | |
| فصل                                | ميني فان |
| تخطيط                              | - محرك أمامي، دفع أمامي - محرك أمامي، دفع رباعي (1992-2004) |
| متعلق ب                            | - بليموث فوييجر - كرايسلر تاون آند كانتري - دودج ميني رام - كرايسلر فوييجر - فولكس فاجن روتان |
| التسلسل الزمني                     | |
| خليفة                              | - رحلة دودج - كرايسلر فويجر |

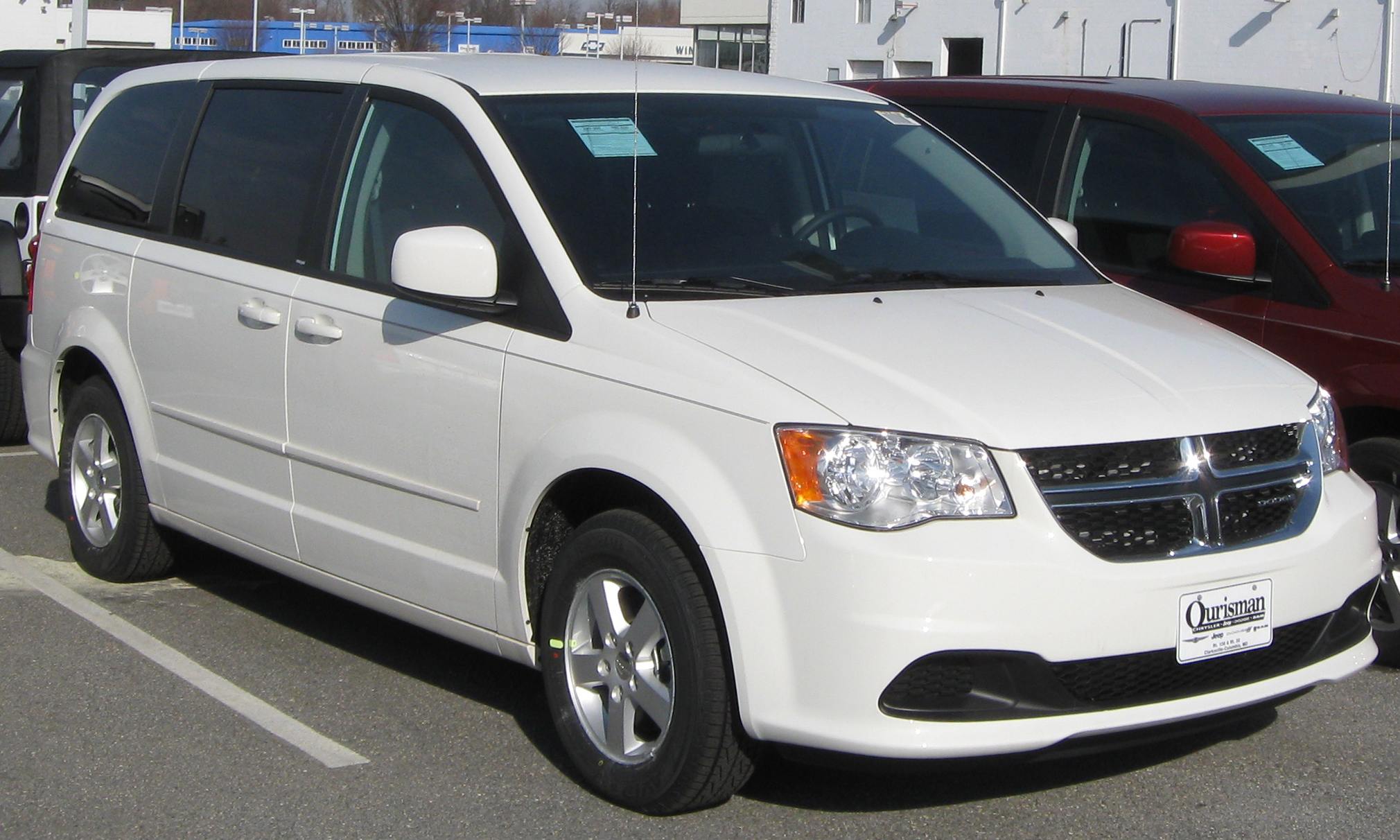

دودج كارافان Dodge Caravan (وقاعدة العجلات الطويلة دودج جراند كارافان) هي سلسلة من الميني فان التي أنتجتها شركة كرايسلر. تم إنتاجها من عام 1984م إلى عام 2020م، وتم عرضها على شكل شاحنة ركاب وشاحنة شحن. قُدمت ذات قاعدة العجلات القصيرة جنباً إلى جنب مع بليموث فوييجر في عام 1983م وتم تسويقها على أنها نسخة دودج من سيارات كرايسلر الصغيرة.
قُدمت دودج جراند كارافان ذات قاعدة العجلات الطويلة جنباً إلى جنب مع بلايموث جراند فوييجر بالإضافة إلى كرايسلر تاون آند كانتري وفي الإنتاج من 1987 إلى 2020م.

## نبذة
تم إنتاج كارافان لخمسة أجيال عبر 36 عاماً من النماذج، وهي لوحة دودج الأطول عمراً (ست سنوات أطول من 1980-2009 دودج رام). بيعت في المقام الأول في الولايات المتحدة وكندا، في أوروبا والأسواق الدولية الأخرى، دودج كارافان تم تسويقها على أنها كرايسلر فوييجر وكرايسلر كارافان. في أمريكا الشمالية، تم تسويق جراند كارافان من قبل فولكس فاجن باسم فولكس فاجن روتان. تم بيع نسخة من شاحنة البضائع بواسطة شاحنات رام باسم سي في ترادسمان رام. منذ طرحها في أواخر عام 1983، تم بيع أكثر من 14.6 مليون شاحنة صغيرة من طراز كرايسلر في جميع أنحاء العالم (بما في ذلك إصدارات التصدير والإصدارات التي تم بيعها من خلال تغيير العلامة التجارية).
تم إيقاف دودج جراند كارافان بعد عام 2020، وانتهى الإنتاج في 21 أغسطس 2020. تم استبداله بسيارة كرايسلر فويجر التي تم إحياؤها في الولايات المتحدة (تم تجديدها باسم كرايسلر جراند كارافان في كندا) منذ عام 2021.

## الخلفية
في نهاية عام 1977، بدأت شركة كرايسلر في تطوير ما أصبح سيصبح كرايسلر ميني فان. إلى جانب القدرة على ركن السيارة داخل مرآب ذي ارتفاع قياسي، سعى المصممون إلى تطوير مركبة ذات أرضية منخفضة ومستويات الضوضاء والاهتزاز والخشونة المشابهة للسيارة. بينما تم البحث عن الدفع بالعجلات الأمامية للتصميم، كان الدفع بالعجلات الخلفية لا يزال يعتبر بديلاً لأسباب تتعلق بالتكلفة.
بعد انتقال كل من هال سبيرليش ولي إياكوكا من فورد إلى كرايسلر في أواخر عام 1978، اعتمد تصميم الميني فان كرايسلر (الذي أطلق عليه اسم T-115 في ذلك الوقت) الدفع بالعجلات الأمامية. في حين أن دودج كارافان (وبلايموث فوييجر) لم تشترك في دعائم الهيكل مع سيارات كي، احتفظ خطي الطرازين بالقواسم المشتركة الميكانيكية، ومشاركة المحركات وناقلات الحركة.

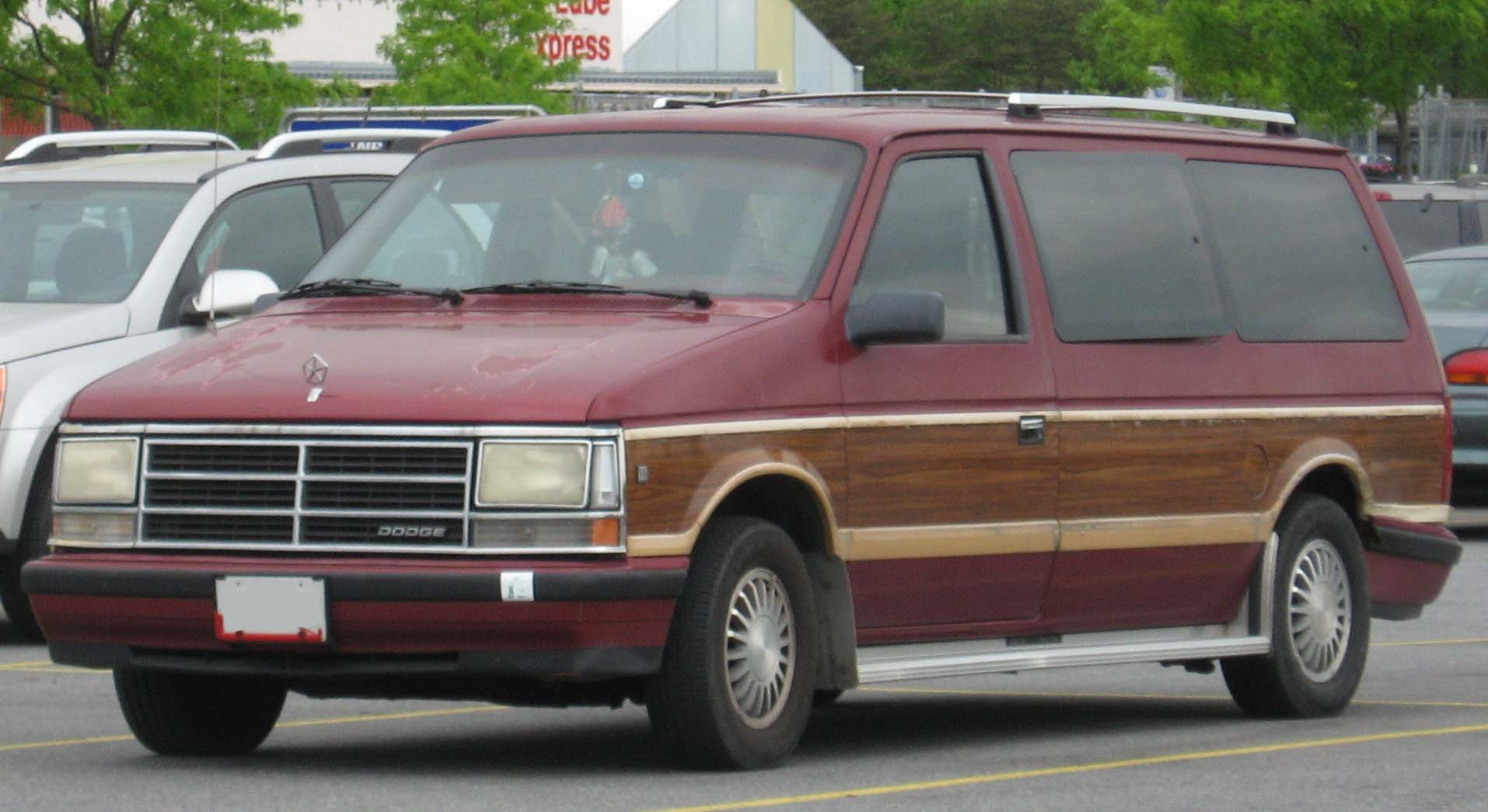

| الجيل الاول       | الجيل الاول |
| ملخص              | ملخص |
| ----------------- | --- |
| أيضا يسمى         | دودج جراند كارافان (موديل LWB)دودج كارافان (موديل SWB)                                                                                 |
| إنتاج             | تشرين الأول (أكتوبر) 1983-1990 |
| سنوات النموذج     | 1984-1990 |
| مصمم              | بوب هوباش (1980) |
| الجسم والشاسيه    | |
| نمط الجسم         | شاحنة صغيرة 3 أبواب |
| تخطيط             | محرك أمامي مستعرض، دفع أمامي[بحاجة لمصدر]                                                                                              |
| منصة              | منصة كرايسلر S. |
| متعلق ب           | كرايسلر تاون آند كانتريبليموث فوييجردودج ميني رامكرايسلر فويجر (أوروبا فقط)                                                            |
| مجموعة نقل الحركة | |
| محرك              | - 2.2 لتر كلفن I4 - 2.5 لتر كلفن I4 - 2.5 لتر كلفن تيربو I4 - 2.6 لتر ميتسوبيشي G54B I4 - 3.0 لتر ميتسوبيشي 6G72 V6 - 3.3 لتر EGA V6.0 |
| توصيل             | 4 سرعات A460 يدوي5 سرعات يدوي3 سرعات A413 أوتوماتيكي3 سرعات A470 أوتوماتيكي3 سرعات A670 أوتوماتيكي4 سرعات A604 أوتوماتيكي              |
| أبعاد             | |

## الجيل الأول

### (1984-1990)
المقال الرئيسي: كرايسلر ميني فان (أس)
كان من المقرر في الأصل تقديمه كنموذج 1982، تم تقديم دودج كارافان جنباً إلى جنب مع بليموث فوييجر في نوفمبر 1983 لطراز عام 1984.
تم استعارة الزخرفة الداخلية وأدوات التحكم والأجهزة من منصة كرايسلر كي مع الأرضية السفلية التي تم تمكينها بواسطة الدفع بالعجلات الأمامية، وقد تميزت الكارافان بسهولة الدخول التي تشبه السيارة. ثلاثة مستويات تقليم كانت متوفرة: القاعدة، أس إي، وأل إي. تعتبر كارافان، جنباً إلى جنب مع بلايموث فوييجر، من أولى المركبات التي يتم إنتاجها بكميات كبيرة والتي تمتلك حاملات أكواب مدمجة.
تم تجهيز الشاحنات الأساسية لخمسة ركاب في صفين من المقاعد. جاء أل إي بسبعة ركاب قياسيين في ثلاثة صفوف من المقاعد. تحتوي الشاحنة الأساسية على مقعدين دلو مع مساند للذراعين متصلة ومساحة أرضية مفتوحة بينهما في المقدمة، ومقعد يتسع لثلاثة أشخاص في الصف الثاني. جاء الراكب السبعة بمقعدين دلو مع مساند للذراعين متصلة ومساحة أرضية مفتوحة بينهما في الأمام، ومقعد يتسع لشخصين في الصف الثاني، ومقعد يتسع لثلاثة أشخاص في الصف الخلفي. كان المقعدان الموجودان في الخلف قابلين للإزالة بشكل مستقل، ويمكن أيضاً تثبيت المقعد الكبير الذي يتسع لثلاثة أشخاص في موقع الصف الثاني عبر مجموعة ثانية من نقاط التثبيت على أرضية الشاحنة، والتي يتم إخفاؤها عادةً بأغطية بلاستيكية إضافية. سمح هذا التكوين بمقاعد تقليدية تتسع لخمسة أشخاص مع منطقة شحن كبيرة في الخلف. كانت آليات الإغلاق للمقاعد سهلة التشغيل على الرغم من أن إزالة واستبدال المقاعد تتطلب عادة شخصين بالغين. تم تقديم مقعد أمامي منخفض الظهر 60/40، يستوعب راكباً أماماً ثالثاً في المنتصف، في مستوى أس إي عام 1985 فقط، مما يسمح بحد أقصى ثمانية ركاب. تم إسقاط هذا التكوين لاحقاً. الوزن الصافي للطراز الأساسي 2910 رطل.
تتألف ميزات السلامة من أحزمة أمان ثلاثية النقاط للراكبين الأماميين، مع أحزمة حضن بسيطة للخمسة الخلفيين. المقاعد في الطرز الأساسية وأس إي المزخرفة بالقماش لا تحتوي على مساند للرأس، والتي لم يتم تفويضها بسبب الوضع القانوني لـ «الشاحنة الخفيفة». ومع ذلك، تم تجهيز المقعدين الأماميين بمساند رأس غير قابلة للتعديل على طراز أل إي وبالتزامن مع تنجيد الفينيل في أس إي. تم تفويض تعزيزات الصدمات الجانبية وكانت في جميع مواضع الجلوس الأمامية والخلفية. لم تكن الوسائد الهوائية ولا أنظمة الكبح المانعة للانغلاق متوفرة.
تم الوصول إلى الصفوف الخلفية من المقاعد من خلال باب انزلاقي كبير من جانب الراكب، مما يتيح سهولة الوصول في المواقف الضيقة، مثل مواقف السيارات. نظراً لأنه تم توفير باب منزلق واحد فقط، فقد تم تغيير مقعد مقاعد الصف الثاني الأصغر إلى جانب السائق في الشاحنة، مما يسهل وصول الركاب إلى مقاعد الصف الثالث. لتسهيل تخزين الأمتعة المتغير خلف المقعد الخلفي، يمكن تعديل المقعد للأمام بزيادتين، الأولى منها إزالة ما يقرب من 6 بوصات (150 مم) من مساحة الأرجل لركاب الصف الخلفي، والثانية تدفع المقعد بالكامل  الطريق إلى مؤخرة الصف الثاني مما يجعل المقاعد غير صالحة للاستعمال. يمكن أيضًا طي ظهر المقعد الخلفي للأمام، مما يوفر رفاً مسطحاً للشحن. كان مقعد الصف الثاني الأصغر غير قابل للتعديل أو قابل للطي؛ يمكن إزالته بالكامل فقط.
كان وصول البضائع إلى المؤخرة عبر هاتشباك، على غرار تلك الموجودة في عربات المحطة منصة كي. تم تثبيت الفتحة في الأعلى وتم فتحها بواسطة دعامات الغاز.
تم تقديم متغير قاعدة العجلات الطويلة، الذي تم تسويقه باسم جراند كارافان، في مايو 1987. أتاح مساحة أكبر للشحن خلف المقعد الخلفي.
كما تم تقديم نسخة شحن من كارافان، تسمى ميني رام فان، لعام 1984، مع مساحة شحن ذات أرضية مسطحة بطول أربعة أقدام وأربعة أقدام بين آبار العجلات.  كانت سعة الحمولة 1700 رطل (770 كجم). تم تغيير اسمها إلى كارافان سي في لعام 1989 ثم تم إيقافها بعد عام 1995. كانت متوفرة في البداية بقاعدة عجلات قصيرة، تم تقديم نوع قاعدة العجلات الطويلة جنباً إلى جنب مع جراند كارافان.
فريد من نوعه في سي في كارافان، كان خيار باب الفتحة التقليدي في الخلف أو الأبواب الاختيارية ثنائية الفواصل المتأرجحة (مع أو بدون نوافذ)، على غرار تلك الموجودة في شاحنات الشحن التقليدية. كانت هذه الأبواب مصنوعة من الألياف الزجاجية. واستناداً أيضاً إلى ميني رام وسي في، تم بيع شاحنات تحويل ما بعد البيع من خلال تجار كرايسلر الرسميين ومن شركات التحويل نفسها.

### مستويات القطع
- القاعدة - متضمنة: تنجيد الفينيل، مقاعد لخمسة ركاب، دقات تحذير، ولاعة سيجار، ساعة رقمية، أقفال يدوية، نوافذ ومرايا، خزان وقود سعة 15 جالوناً، نوافذ ملونة، مصابيح هالوجين أمامية، ستيريو أي أم وأف إم مع أربعة مكبرات صوت، فينيل عجلة القيادة والمساحات المتقطعة.
- أس إي - مضاف: تنجيد من القماش، مقاعد أمامية مائلة، حزام مساعد خلفي، خزان وقود سعة 20 جالوناً، فتح باب خلفي كهربائي، أشرطة شريطية، وحواف فولاذية.
- أل أي - مضاف: تنجيد من القماش والفينيل، واجهة أمامية وخلفية، وحدة تخزين أمامية، أضواء تحذير للباب، درج تخزين، تحذير سائل الغسالة، ومرايا كهربائية.

الإرسال
كان كل من ناقل حركة أوتوماتيكي تورك فلايت بثلاث سرعات ودليل بخمس سرعات متاحين مع جميع المحركات الأربعة المضمنة، بما في ذلك الشاحن التوربيني 2.5 لتر (كان هذا مزيجاً نادراً).  كانت بلايموث فوياغر، التي كانت نسخة معدلة من كارافان، متوفرة أيضاً مع ناقل حركة يدوي. لم يكن لدى كرايسلر تاون آند كانتري، الذي تم إصداره في عام 1990، والذي كان نسخة أكثر فخامة من كارافان، خيار نقل يدوي. لم يكن ناقل الحركة اليدوي متاحاً في طرازات V6 من قافلة الركاب، ولكنه كان خياراً في طرازات ميني رام فان وكارافان سي ذات قاعدة العجلات الطويلة مع 3.0 لتر V6.
تم تقديم محركات V6 فقط مع تورك فلايت الجليل الذي يعمل هيدروليكياً بالكامل، حتى أصبح نظام ألترا درايف الأوتوماتيكي رباعي السرعات الذي يتم التحكم فيه بواسطة الكمبيوتر متاحاً في عام 1989. يوفر ألترا درايف توفيراً أفضل للوقود واستجابة أفضل، لا سيما عند إقرانه بمحرك مضمّن رباعي. ومع ذلك، فقد عانى من مشاكل الموثوقية، والتي تنشأ عادة مما يعرف باسم «مطاردة التروس» أو «انشغال التغيير» مما أدى إلى تآكل مبكر للقوابض الداخلية. كما تطلب نوعاً غير مألوف من سائل ناقل الحركة الأوتوماتيكي ولم يتم تمييزه بوضوح على هذا النحو، مما دفع العديد من المالكين إلى استخدام ديكسرون 2 الأكثر شيوعاً بدلاً من «+ 3 موبار» المحدد، مما أدى إلى تلف ناقل الحركة وفشل في نهاية المطاف. سيتم في النهاية تعديل عمليات إرسال النماذج المبكرة أو استبدالها بالإصدارات المحدثة من قبل التجار الخاضعين للضمان.

### المحركات

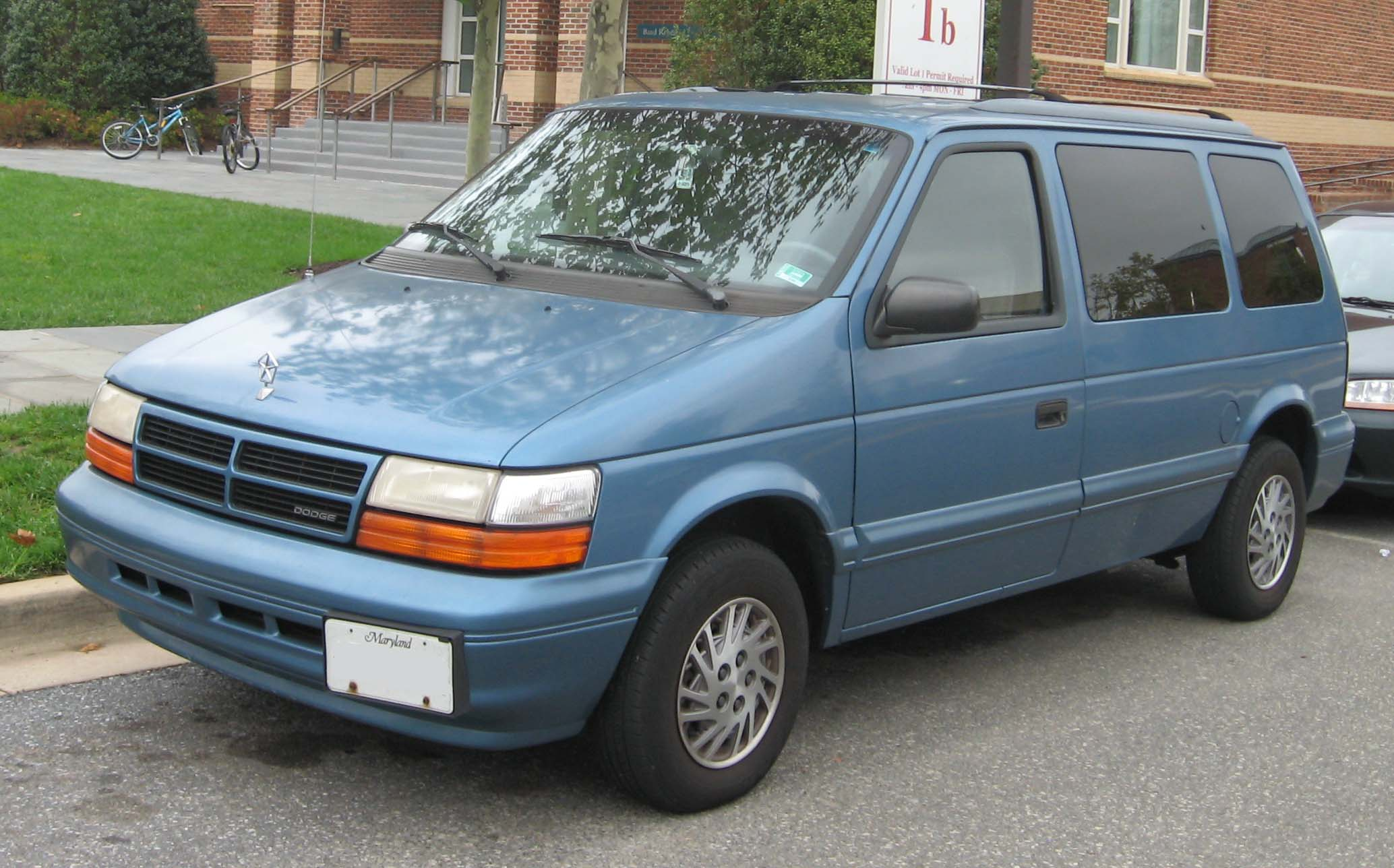

خلال السنوات الثلاث الأولى من الإنتاج، تم تقديم محركين في كارافان - كلاهما محركان مضمن مع مكربن 2 برميل. تم استعارة القاعدة 2.2 لتر من سيارات كرايسلر كي، وأنتجت 96 حصاناً (72 كيلو واط). لم يتم تقديم النسخة عالية الأداء المحقونة بالوقود للمحرك سعة 2.2 لتر والتي تم تقديمها لاحقاً في سيارات كي في كارافان، وستظل النسخة محطة الطاقة الأساسية حتى منتصف عام 1987.  إلى جانب محرك 2.2 لتر، يتوفر محرك اختياري ميتسوبيشي 2.6 لتر، ينتج 104 حصان (78 كيلو واط).
في منتصف عام 1987، تم استبدال القاعدة 2.2 لتر I4 بحقن الوقود 2.5 لتر I4، والذي ينتج 100 حصان (75 كيلو واط)، في حين تم استبدال ميتسوبيشي 14 G54B بمحرك وقود جديد 3.0 لتر ميتسوبيشي في 6 ينتج 136 حصان  (101 كيلوواط) في مارس من ذلك العام.
بعد ذلك بوقت قصير في طراز عام 1989، أصبح المحرك الأكثر قوة اختيارياً، مع إصدار شاحن توربيني من القاعدة 2.5 لتر ينتج 150 حصان (112 كيلو واط). زادت التنقيحات التي أجريت على V6 ميتسوبيشي  من إنتاجها إلى 142 حصاناً (106 كيلوواط) في نفس العام، وفي عام 1990 تمت إضافة 150 حصان (110 كيلوواط) 3.3 لتر V6 إلى قائمة الخيارات. أصبحت محركات V6 شائعة مع تضاؤل مبيعات 2.5 لتر تيربو وتم إسقاطها في نهاية العام.  في هذه السنوات، ظهر طراز إي أس (قاعدة العجلات القصيرة فقط) لتسليط الضوء على المحركات الجديدة، توربو 2.5 لتر على وجه الخصوص. تم تقديم إي إس إلى جراند كارافان ذات قاعدة العجلات الطويلة لعام 1991 واستمرت طوال عام 2003 قبل أن يتم إيقافها واستبدالها بـ أس إكس تي.
- 1984-1987 2.2 لتر كي 14 96 حصان (72 كيلوواط) 119 رطل قدم (161 نيوتن متر)
- 1984-1987 2.6 لتر ميتسوبيشي G54B محرك 14 - 104 حصان (78 كيلو واط) 142 رطل قدم (193 نيوتن متر)
- 1987-1990 2.5 لتر كي محرك 14 - 100 حصان (75 كيلو واط) 135 رطل قدم (183 نيوتن متر)
- 1987-1988 3.0 لتر ميتسوبيشي 6G72 محرك في 6 - 136 حصان (101 كيلو واط) 168 رطل قدم (228 نيوتن متر)
- 1989-1990 2.5 لتر كلفن 14 توربو 150 حصان (110 كيلوواط) 180 رطل قدم (240 نيوتن متر)
- 1989-1990 3.0 لتر ميتسوبيشي 6G72 محرك في 6 - 142 حصان (106 كيلوواط) 173 رطل قدم (235 نيوتن متر)
- 1990 3.3 لتر EGA محرك في 6 - 150 حصان (110 كيلو واط) 185 رطل قدم (251 نيوتن متر)

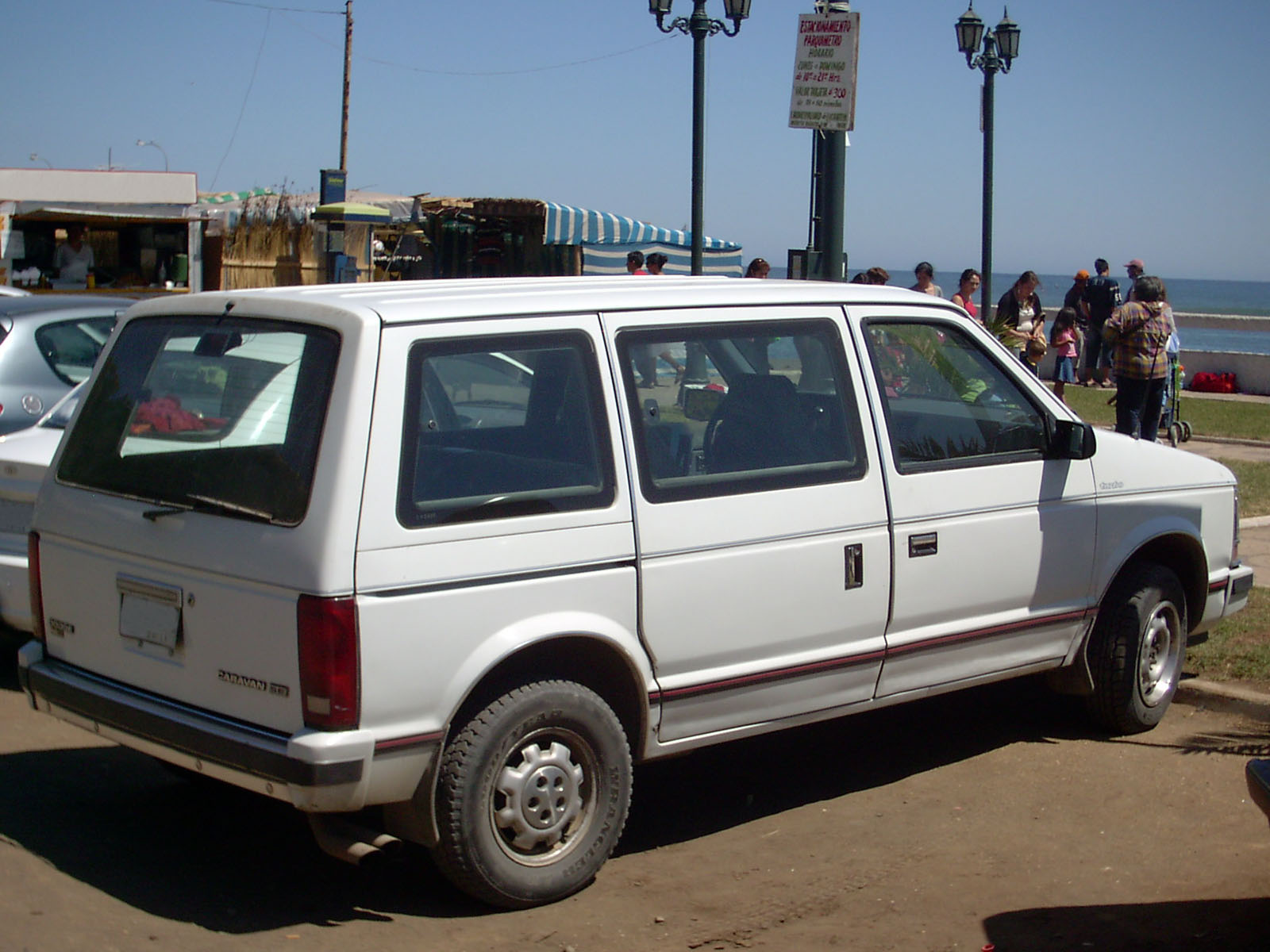
دودج كارافان تيربو 1989

| الجيل الثاني      | الجيل الثاني |
| ملخص              | ملخص |
| ----------------- | --- |
| أيضا يسمى         | دودج جراند كارافان (موديل LWB)دودج كارافان (موديل SWB)جوانجدونج سانكسينج (قاعدة عجلات قصيرة) (قاعدة عجلات طويلة) (الصين) |
| إنتاج             | 14 أغسطس 1990- أغسطس 1995                                                                                                |
| سنوات النموذج     | 1991-1995 |
| الجسم والشاسيه    | |
| نمط الجسم         | شاحنة صغيرة 3 أبواب |
| تخطيط             | محرك أمامي مستعرض، دفع أمامي / دفع رباعي                                                                                 |
| منصة              | منصة كرايسلر AS |
| متعلق ب           | - بليموث فوييجر - كرايسلر تاون آند كانتري - كرايسلر فوييجر (أوروبا فقط)                                                  |
| مجموعة نقل الحركة | |
| محرك              | - 2.5 لتر EDM I4 - 3.0 لتر ميتسوبيشي 6G72 V6 - 3.3 لتر EGA V6.0 - 3.8 لتر EGH V6                                         |
| توصيل             | 5 سرعات A523 يدوي3 سرعات A6703 سرعات A413 أوتوماتيكي4 سرعات A604 أوتوماتيكي                                              |
| أبعاد             | |
| كبح الوزن         | 3,305 رطل (1499 كجم)3531 رطلاً (1602 كجم) (جراند كارافان)                                                                 |

## الجيل الثاني
المقال الرئيسي: كرايسلر ميني فان (إي أس)

### (1991-1995)
تم تقديم الجيل الثاني من دودج كارافان لعام 1991. كان الغرض منه مراجعة شاملة لجيل 1984-1990، بينما تم نقل دعائم الهيكل (أعيدت تسميته بمنصة كرايسلر أي أس) كانت لوحات الهيكل المشتركة الوحيدة هي الأبواب الأمامية والباب المنزلق. بعد إدخال الميني فان فورد ايروستار وجنرال موتورز APV، سعى المصممون إلى تحسين الديناميكا الهوائية الخارجية والتعامل مع خط الطراز. تم تقديم المكابح المانعة للانغلاق والدفع الرباعي كخيار، حيث أصبحت الوسادة الهوائية بجانب السائق اختيارية في عام 1991 (الأولى في فئتها).
تم إنتاج  كارافان مرة أخرى بطول قياسي وكقاعدة عجلات طويلة جراند كارافان؛ عادت شاحنة البضائع كارافان سي في أيضاً. لمزيد من التفريق بين كارافان وبلايموث فوياغر، تلقى الخطان أغطية عجلات مختلفة، مع تقليم من الكروم على كارفان  مقصور على الشبك الأمامي وزخرفة غطاء محرك السيارة كرايسلر بنتستار.
خضعت المقصورة الداخلية لعملية إعادة تصميم كبيرة، تخلت عن تأثيرها التصميمي من سيارات كي، وحصلت كارافان على تصميم لوحة القيادة الخاصة بها. في جميع الكرفان باستثناء القاعدة، أصبحت المقاعد التي تتسع لسبعة ركاب قياسية. بالإضافة إلى المقعدين الخلفيين، قدم الجيل الثاني خيار مقاعد الدلو في الصف الأوسط؛ في عام 1992، قدمت شركة كرايسلر مقاعد متكاملة لسلامة الأطفال (الأولى في فئتها).
بالنسبة لعام 1994 النموذجي، خضعت كارافان لمراجعة منتصف الدورة كجزء من ترقية الهيكل لتلبية معايير السلامة الفيدرالية لعام 1998. خضع التصميم الداخلي لإعادة تصميم بمقاعد وألواح أبواب جديدة؛ بالتزامن مع إضافة وسادة هوائية من جانب الراكب، أعيد تصميم لوحة العدادات. بعد انخفاض شعبيته، تم إيقاف خيار تقليم الحبيبات الخشبية لصالح التصميمات الخارجية أحادية اللون وذات لونين.
للاحتفال بالسنة العاشرة من الإنتاج، عرضت دودج حزمة خيارات «إصدار الذكرى العاشرة» لعام 1994. متوفرة على حواف أس إي أل إي في كارافان وغراند كارافان، كانت نسخة الذكرى العاشرة عبارة عن حزمة مظهر، تجمع بين لونين خارجيين (الجزء السفلي من الجسم باللون الرمادي الفاتح مع ألوان مختارة من الجسم العلوي) مع شارة الحاجز الأمامي الذهبية.

### مستويات القطع
- القاعدة - متضمنة: تنجيد من القماش والفينيل، مقعد متوسط، نوافذ يدوية مظللة، مرايا كهربائية، ماسحات زجاج أمامي متقطع ومساحة خلفية، صندوق قفازات، وستيريو أي إم وإف إم.
- أس إي - مضاف: تحرير باب صندوق الأمتعة كهربائياً، والمقاعد الأمامية المائلة، ومقعد خلفي.
- أل إي - تمت الإضافة: مرايا مسخنة ووحدة تخزين أمامية ومقياس سرعة الدوران وضغط الزيت ومقاييس الجهد ووحدة تحكم علوية وأقفال كهربائية ومزيل صقيع خلفي والتحكم في السرعة ودرج تخزين أسفل مقعد الراكب الأمامي وعمود توجيه مائل.

### المحركات
باستثناء محرك I4 سعة 2.5 لتر بشاحن توربيني بقوة 150 حصاناً، فقد نقل الجيل الثاني من كارافان خط نقل الحركة من دودج كارافان 1990. من خلال تحويل قواسم القوة المشتركة من دودج أريس إلى دودج ديناستي الأكبر، كان محرك 2.5 لتر I4 هو المحرك القياسي، مع 3.0 لتر في 6 و3.3 لتر في 6 كخيارات. في عام 1994، تلقت كارافان 3.8 لتر في 6 (مشتركة مع كرايسلر إمبريال / فيفث أفينيو) كخيار.
- 1991-1995 2.5 لتر EDM (كي) 14 100 حصان (75 كيلو واط) 135 رطل قدم (183 نيوتن متر)
- 1991-1995 3.0 لتر ميتسوبيشي 6G72 في 6 - 142 حصان (106 كيلو واط) 173 رطل قدم (235 نيوتن متر)
- 1991-1993 3.3 لتر EGA V6 محرك في 6 - 150 حصان (110 كيلو واط) 185 رطل قدم (251 نيوتن متر)
- 1994-1995 3.3 لتر EGA V6 محرك في 6 - 162 حصان (121 كيلو واط) 194 رطل قدم (263 نيوتن متر)
- 1994-1995 3.8 لتر EGH V6 محرك في 6 - 162 حصان (121 كيلوواط) 213 رطل قدم (289 نيوتن متر)

### مقاعد متكاملة لحماية الأطفال
في عام 1991، قدمت دودج مقعداً للصف الثاني يدمج مقعدين للأطفال في طرازات 1992. استمرت هذه المقاعد كخيار متاح من خلال الجيل الخامس حتى تم إيقافها في عام 2010.

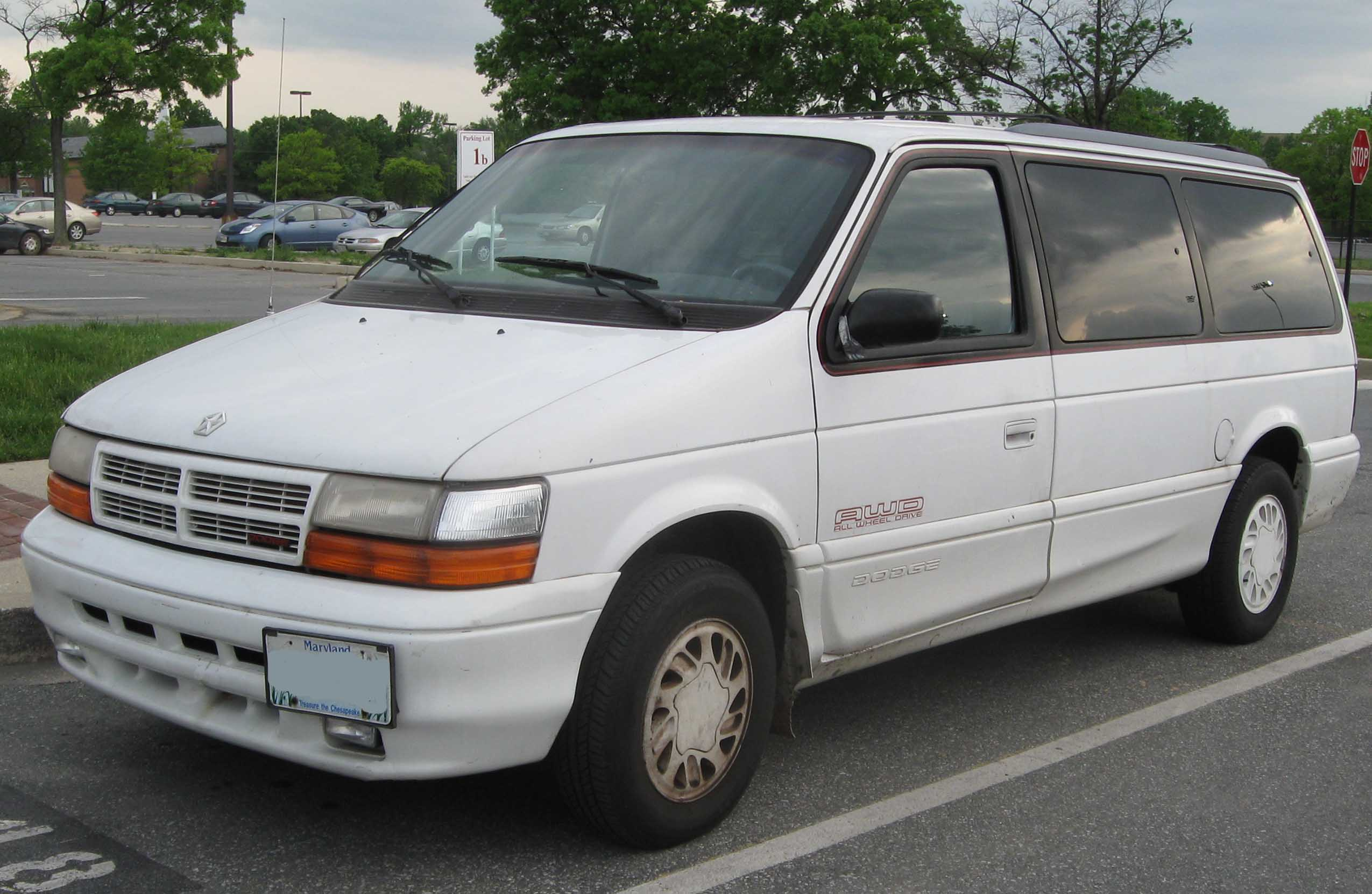
دودج جراند كارافان 1994 - 1995

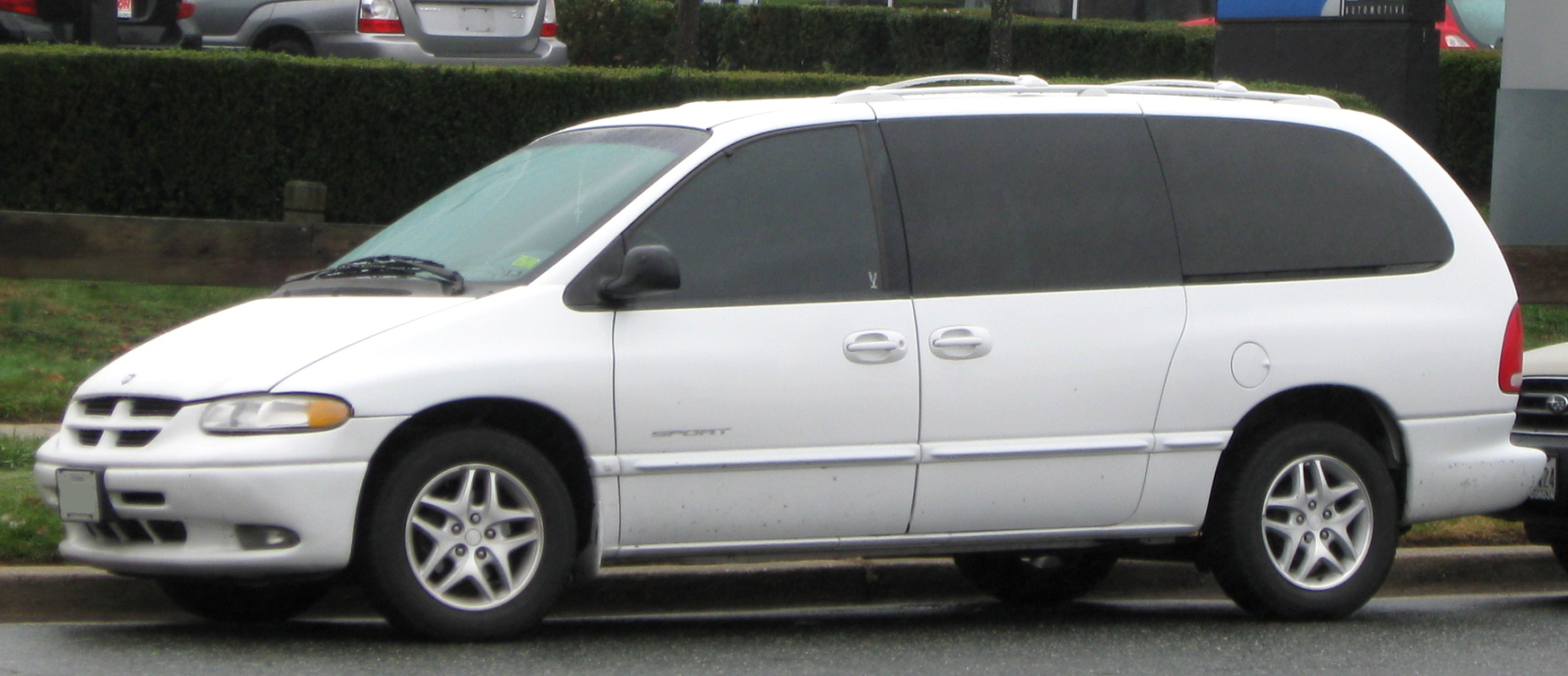

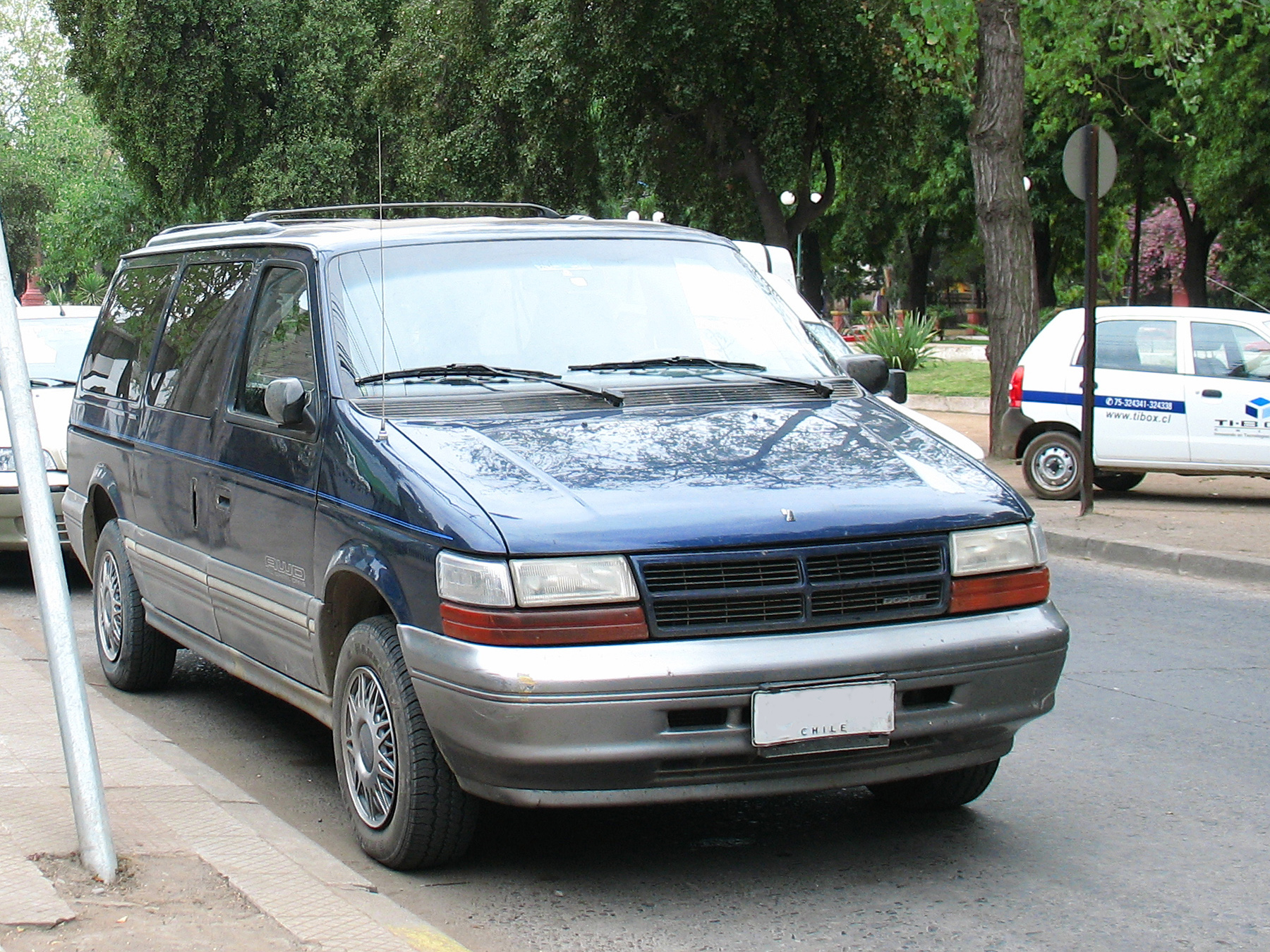
دودج جراند كارافان 1994 - 1995

| الجيل الثالث                                    | الجيل الثالث |
| ----------------------------------------------- | --- |
| دودج جراند كارافان ، نسخة قاعدة العجلات الطويلة | |
| ملخص                                            | |
| أيضا يسمى                                       | دودج جراند كارافان (موديل LWB)دودج كارافان (SWB موديل)جراند كارافان 3 نجوم (الصين)                                                             |
| إنتاج                                           | 30 يناير 1995-2000 |
| سنوات النموذج                                   | 1996-20001996-2002 (الصين) |
| المجسم                                          | سانت لويس ، ميسوريوندسور الأمريكية ، كندا |
| مصمم                                            | دون رينكيرت (1991) |
| الجسم والشاسيه                                  | |
| نمط الجسم                                       | شاحنة صغيرة 3 أبواب و 4 أبواب |
| تخطيط                                           | محرك أمامي مستعرض، دفع أمامي / دفع رباعي |
| منصة                                            | منصة كرايسلر NS |
| متعلق ب                                         | - بليموث فوييجر - كرايسلر تاون آند كانتري - كرايسلر فوييجر                                                                                     |
| مجموعة نقل الحركة                               | |
| محرك                                            | - 2.4 لتر EDZ I4 (بنزين) - 2.5 لتر VM425 I4 (ديزل) (الفلبين) - 3.0 لتر 6G72 V6 (بنزين) - 3.3 لتر EGA V6 (بنزين / E85) - 3.8 لتر EGH V6 (بنزين) |
| توصيل                                           | يدوي 5 سرعات (ديزل فلبيني)3 سرعات 31TH أوتوماتيكي3 سرعات A670 أوتوماتيكي4 سرعات 41TE أوتوماتيكي                                                |
| أبعاد                                           | |
| قاعدة العجلات                                   | : 113.3 بوصة (2878 ملم)جراند كارافان: 119.3 بوصة (3,030 ملم)                                                                                   |
| عرض                                             | 76.8 بوصة (1951 مم) |
| ارتفاع                                          | 68.5 بوصة (1,740 ملم): 68.7 بوصة (1,745 ملم)                                                                                                   |
| كبح الوزن                                       | 3528 رطلاً (1600 كجم)3680 رطلاً (1669 كجم) (جراند كارافان)                                                                                       |

## الجيل الثالث
المقال الرئيسي: كرايسلر ميني فان أن أس

### (1996-2000)
كانت سيارات الميني فان من الجيل الثالث متوفرة في نماذج طويلة وقصيرة بقاعدة عجلات.  تكوينات ثلاثة وأربعة أبواب  وثمانية محركات مختلفة، بما في ذلك الكهرباء والغاز الطبيعي المضغوط؛ على منصة واحدة مرنة.
قيد التطوير لما يقرب من 5 سنوات من أوائل عام 1990 (التطوير الكامل من 1991) إلى 26 ديسمبر 1994 (تمت الموافقة على التصميم النهائي من قبل دون رنكرت في 23 سبتمبر 1991 وتم تجميده في مايو 1992)
تم تقديم نموذج 1996 في 1995 معرض أمريكا الشمالية الدولي للسيارات باستخدام منصة كرايسلر أس. تضمنت عدداً من الابتكارات، بما في ذلك الباب المنزلق الجانبي للسائق (اختيارياً في البداية، لتصبح معدات قياسية لاحقاً)، وأول سيارة لكرايسلر وميني فان غير مدمج للولايات المتحدة وكندا. مع الجيل الثالث، قدمت كرايسلر نظام إدارة المقاعد الذي تم تسويقه على أنه مقاعد بَكرة خارجية سهلة.
تمت إضافة مقبض باب تقليدي وقفل إلى الفتحة الخلفية، مما أدى إلى التخلص من مناورة البوب والرفع المربكة التي كانت مطلوبة في الطرز السابقة.
تم تقديم نماذج أساسية من كارافان  في معظم الولايات إما بمحرك 2.4 لتر رباعي الأسطوانات أو 3.0 لتر ميتسوبيشي 6G72 بمحرك في 6، باستثناء العديد من الولايات الشمالية الشرقية، حيث لم تفي ميتسوبيشي بمعايير الانبعاثات.  في تلك المناطق، تم تقديم محرك 3.3 لتر كخيار V6 من عام 1997 حتى عام 2000.
فازت كارافان 1996، جنباً إلى جنب مع بليموث فوييجر وكرايسلر تاون آند كانتري بجائزة أمريكا الشمالية لسيارة العام. وفازت كارافان نفسها بجائزة سيارة العام 1996 الصادرة عن مجلة موتور ترند وظهرت في مجلة أفضل عشرة سيارة وسائق. لعامي 1996 و1997.
وشهد عام 1999 أيضاً إضافة الذكرى السنوية الخامسة عشرة إنتاج «الطبعة البلاتينية»، احتفالًا بمرور 15 عاماً على كارافان. تم تقديم هذه الحزمة على مستويات مختلفة من القطع، وتضمنت طلاء بلاتينيوم ميتاليك وشارات الحاجز.
قدم طراز عام 2000 حزماً تضمنت حزمة "2000+" و «ميلينيوم»؛ ومع ذلك، كانت هذه أكثر من مجرد شارات رفرف فريدة من نوعها على شاحنات ذات معدات مشهورة.
خلال عام الطراز 1996، شهدت التغييرات الجارية إزالة غطاء مشعب السحب البلاستيكي من المحرك 3.8 لتر وألواح الأبواب الداخلية المعاد تصميمها. كانت التغييرات لعام 1997 طفيفة، مضيفة التحكم في الجر كخيار أو معدات قياسية، اعتمادا على مستوى القطع، إلى جانب إعادة تقديم نظام الدفع الرباعي الاختياري.
تلقى كارافان المزيد من التحديثات الطفيفة في عام 1997 لموديل 1998 العام. جاءت هذه التغييرات في شكل ألوان جديدة، وعجلات جديدة للتشطيبات فوق أي إي، ونسيج داخلي جديد، ومقاعد اختيارية مدفأة، ومصابيح أمامية أوتوماتيكية في مستويات القطع الأعلى.
في السنة التقويمية 1998، تم تحديث فتحات التهوية والتكييف على جانب السائق ومركز لوحة القيادة للحصول على تصميم أكثر تقليدية. في وقت لاحق من ذلك العام، تلقى 1999 كارافان  تصميماً أمامياً جديداً على جميع الديكورات فوق أي إي، بينما تلقت طرازي سبورت وأس إي  تصميماً رياضياً. كان طراز أس إي هو أول شاحنة صغيرة تتلقى ناقل الحركة «أوتو ستيك» وعجلات قياس 17 بوصة. تمت إضافة شبكة شحن بين مقعدي السائق والراكب الأمامي. تم تصنيع الأبواب ذات المفاتيح الملونة ومقابض بوابات الرفع بشكل قياسي في طرازات أس إي، بالإضافة إلى جهاز تحكم عن بعد جديد للدخول بدون مفتاح. تحتوي طرازي باز وأس إي على خيارات للجناح بالإضافة إلى مصدات وحواف ذات مفاتيح ملونة (كانت مصدات وحواف رمادية أو ملونة قياسية). أصبح باب السائق الجانبي المنزلق قياسياً. حصلت كرايسلر على تحديثات لـ بلايموث فوياغر في عام 1996 لطراز عام 1997 وكرايسلر تاون آند كانتري في 1997 لعام 1998، قبل حقبة دايملر كرايسلر 1998-2007؛ كان التحديث الخارجي الوحيد لـ أن أس دودج كارافان.

### مستويات القطع
- القاعدة - متضمنة: تنجيد من القماش، وماسحات حساسة للسرعة، وأقفال يدوية، وحافات فولاذية مقاس 14 بوصة مع أغطية الوصل «الخلف»، وستيريو  أي إم وإف إم بأربعة مكبرات صوت. أضافت الحزمة 22T تكييف الهواء وشبكة البضائع.
- أس إي - مضاف: تكييف الهواء، والمرايا الكهربائية، والتحكم في السرعة، ومزيل الصقيع الخلفي، وأقفال كهربائية، وباب جانبي منزلق للسائق الخلفي، وستيريو  أي إم وإف إم مع مشغل كاسيت وأربعة مكبرات صوت، وأدوات تحكم في الصوت في عجلة القيادة، وحافات فولاذية مقاس 15 بوصة مع مقبض هوبكابس. أضافت الحزمة 28D نوافذ أمامية كهربائية مع نافذة جانبية أوتوماتيكية للسائق، وتأخير الإشعال، وصندوق القفازات، ومنفضة سجائر.
- الرياضية - تمت إضافتها: نوافذ ملونة، ونوافذ كهربائية مع نافذة جانبية أوتوماتيكية للسائق، ومصابيح ضباب، وحافات فولاذية مقاس 16 بوصة مع أغطية دوارة.
- أل إي - مضاف: أسطح جلوس جلدية اختيارية، تكييف هواء ثنائي المنطقة مع تحكم في درجة الحرارة، وحدة تحكم علوية مع حامل نظارة شمسية، حامل فتح باب الجراج، دخول مضاء، تأخير إيقاف تشغيل المصابيح الأمامية، دخول بدون مفتاح، إنذار أمني، مقعد السائق الكهربائي، أي إم وإف إم ستريو مع مشغل كاسيت، وأدوات تحكم في الصوت على عجلة القيادة، ومعادل رسومي، ونظام صوت إنفينيتي بقدرة 200 واط و10 مكبرات صوت، وصندوق تخزين في الكونسول الوسطي، وحافات فولاذية مقاس 15 بوصة مع أغطية محور «سيتاديل».
- أس إي - مضاف: أسطح جلوس جلدية، ومصابيح ضباب، ومصابيح أمامية أوتوماتيكية، وفتحة باب المرآب، ومقاعد أمامية كهربائية مدفأة، وستيريو أي إم وإف إم مع كاسيت ومشغلات أقراص مضغوطة، وجناح خلفي، وحافات معدنية «جينيسيس» مقاس 16 بوصة.

### المحركات
- 1996-2000 2.4 لتر EDZ محرك 14 - 150 حصان (110 كيلوواط) 167 رطل قدم (226 نيوتن متر) (شملت الشاحنات الكندية ابتداءً من عام 1999 محرك 3.0 لتر V6 كمعدات قياسية)
- 1996-2000 3.0 لتر ميتسوبيشي 6G72، محرك في 6 - 150 حصان (110 كيلوواط) 176 رطل قدم (239 نيوتن متر) (غير متوفر في بعض الولايات الأمريكية، 3.3 لتر V6 متوفر كمعدات قياسية في تلك الولايات بدلاً من ذلك)
- 1996-2000 3.3 لتر EGA محرك في 6 - 158 حصان (118 كيلو واط)، 203 رطل قدم (275 نيوتن متر)
- 1996-1997 3.8 لتر EGH محرك في 6 - 166 حصان (124 كيلوواط)، 227 رطل قدم (308 نيوتن متر)
- 1998-2000 3.8 لتر EGH محرك في 6 - 180 حصان (130 كيلوواط)، 240 رطل قدم (330 نيوتن متر)

### دودج كارافان إيبيك
المقال الرئيسي: دودج إيبيك
في عام 1999، قدمت دودج كارافان إيبيك، شاحنة صغيرة كهربائية بالكامل. تم تشغيل إيبيك بواسطة 28 بطارية NiMH بقوة 12 فولت وكان قادراً على السفر لمسافة تصل إلى 80 ميلاً (130 كم) بشحنة واحدة. تم بيع إيبيك كمركبة مستأجرة للأسطول فقط.  توقف إنتاج إيبيك في عام 2001. تم إنتاج وبيع بضع مئات فقط من هذه المركبات. بعد انتهاء عقود الإيجار تم إعادتهم وسحقهم. ما يقرب من 10 شاحنات لا تزال في أيدي القطاع الخاص اليوم.

### نتائج اختبار التصادم
حصلت دودج جراند كارافان 1996-2000 على تصنيف «هامشي» في اختبار الإزاحة 40 ميلاً في الساعة من معهد التأمين للسلامة على الطرق السريعة. تم تصنيف الأداء الهيكلي والقيود على أنها «مقبولة»، لكن إصابات القدم كانت عالية جداً.
في اختبارات التصادم NHTSA ، حصلت على 4 نجوم للسائق والراكب الأمامي في التأثير الأمامي. في اختبار الاصطدام الجانبي، حصل السائق على 5 نجوم، و 3 نجوم للراكب الخلفي، وأسفر عن تسرب الوقود الذي قد يتسبب في نشوب حريق.

### المفاهيم
تضمنت الخطط الأخرى لهذا الجيل ثلاثة مفاهيم صغيرة يتم تصنيعها في مجموعة وندسور، ودودج كارافان آر تي، وفوييجر إكس جي، ومفهوم كرايسلر باسيفيكا 1999.
كان من المقرر أن يتضمن كارافان آر تي (أصلاً إي أس أس) أقوى محرك على الإطلاق لسيارة ميني فان، بقوة 325 حصان (242 كيلو واط). كان بها مآخذ هواء كبيرة ومصابيح قيادة في المصد الأمامي، ولوحة عدادات من الألومنيوم المصقول، ودواسات بأسلوب السباق، وأرضية مطاطية باللونين الأسود والأبيض.
كان فوييجير إكس جي أكثر قوة، ويتميز بمحرك ديزل وناقل حركة يدوي، وشمل العديد من وسائل الراحة الخارجية، مثل علبة ثلج مدمجة. كانت كرايسلر باسيفيكا، المستندة إلى كرايسلر تاون آند كانتري، أكثر فخامة، وتحتوي على مقاعد ومساند للقدمين من الجلد الكهربائي، وصناديق علوية وإضاءة، وشبكة LHS، ومناور سقفية طويلة. أصبحت باسيفيكا بالفعل في عام 2004، على أساس الجيل الخامس من كارافان، باستثناء أنها أصبحت سيارة كروس أوفر دفع رباعي بدلاً من شاحنة صغيرة؛ تم تطبيق لوحة الاسم في النهاية على شاحنة صغيرة في عام 2016.

### مقاعد دوارة سهلة الخروج
في عام 1995، قدمت دودج نظاماً للمقاعد لتبسيط التثبيت والإزالة وإعادة التموضع، وتم تسويقه على أنه مقاعد سهلة التدوير. عند التثبيت، يتم تثبيت المقاعد على المضارب المثبت على الأرض. عند فك القفل، ترفع ثماني بكرات كل مقعد، مما يسمح بدحرجتها للأمام والخلف. تحتوي المسارات على منخفضات محدد موقع للبكرات، لتبسيط التثبيت. تقوم الأذرع المريحة الموجودة في ظهور المقاعد بتحرير مزالج الأرضية بيد واحدة، بدون أدوات، وترفع المقاعد على البكرات بحركة واحدة. بالإضافة إلى ذلك، تم تصميم ظهور المقاعد بحيث يمكن طيها للأمام. يتم تثبيت مسارات بكرات المقاعد بشكل دائم على الأرض ويتم محاذاة دعامات المقاعد، مما يسهل التدحرج الطولي للمقاعد. تم نقل دعامات مقاعد المقعد إلى الداخل لتقليل إجهاد الانحناء في إطارات المقاعد، مما يتيح لها أن تكون أخف وزناً.
عند تكوينها كمقاعد لشخصين وثلاثة أشخاص (متوفرة من خلال الجيل الرابع)، قد تكون مقاعد بَكرة خارجية سهلة غير عملية. ابتداءً من عام 2000، أصبحت مقاعد الصف الثاني والثالث متوفرة بتكوين «رباعي» - دلو أو كراسي قبطان في الصف الثاني و«مقعد» للصف الثالث يتسع لـ3 أشخاص بنسبة 50/50 - مع وزن كل قسم أقل من 50 رطلاً  (23 كجم). ظل نظام بَكرة خارجية سهلة  قيد الاستخدام من خلال الجيل الخامس - حيث تتميز بعض الطرز بمقعد يتسع لشخصين ومقصورات أرضية من نظام ستون جو.

تستخدم جميع المتغيرات التي تم تجديدها في لوحة الاسم لسيارات كرايسلر الميني فان مقاعد بَكرة خارجية سهلة في مقاعد الصف الثاني، حيث لا يوجد نظام ستون آند جو.

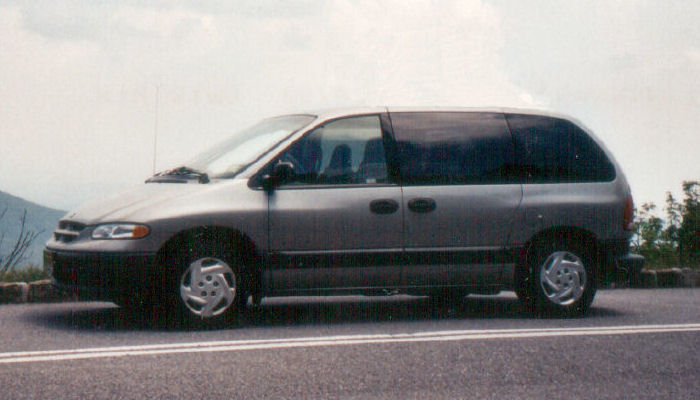
دودج كارافان 1997
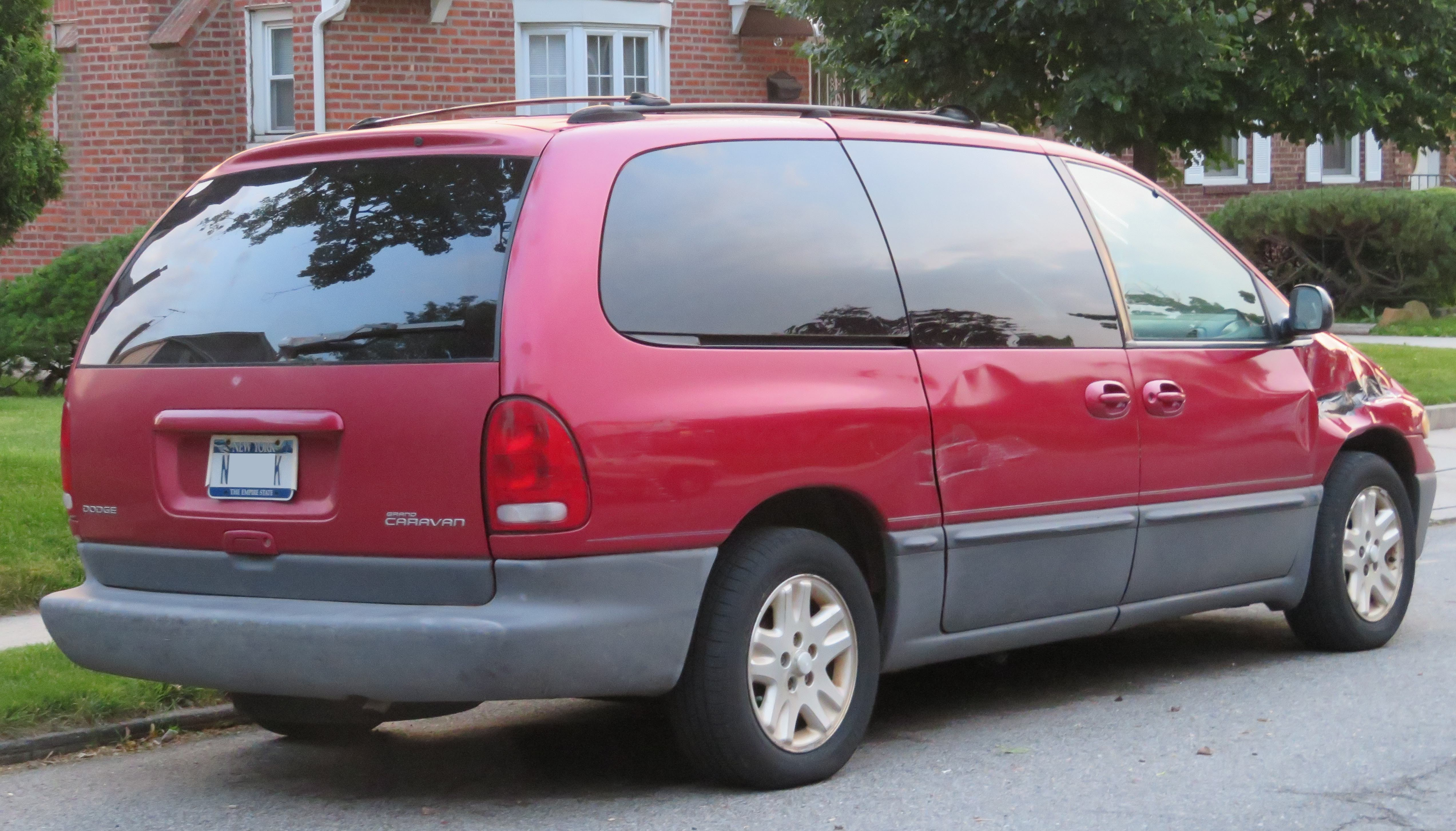
دودج جراند كارافان 1996
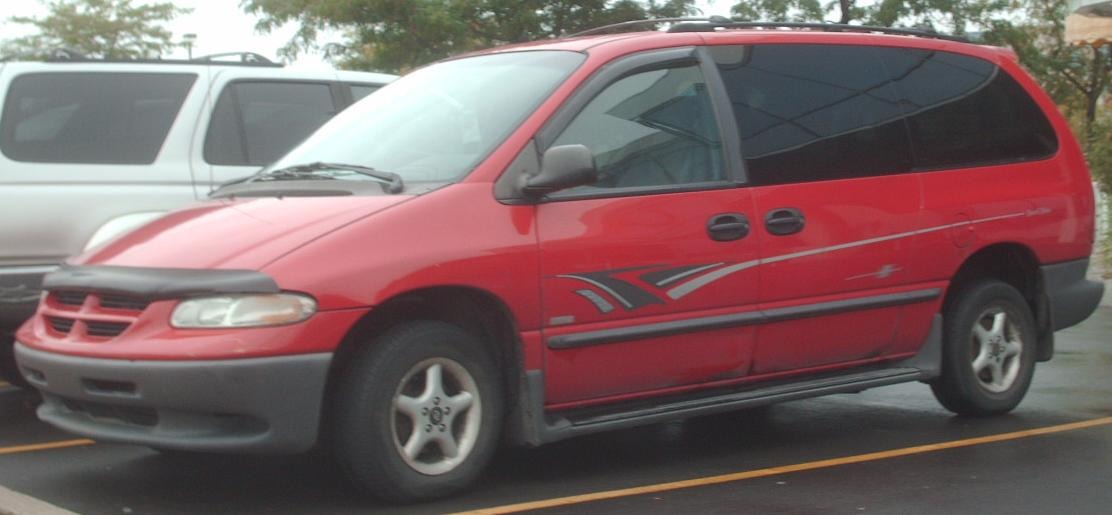
دودج جراند كارافان 1996
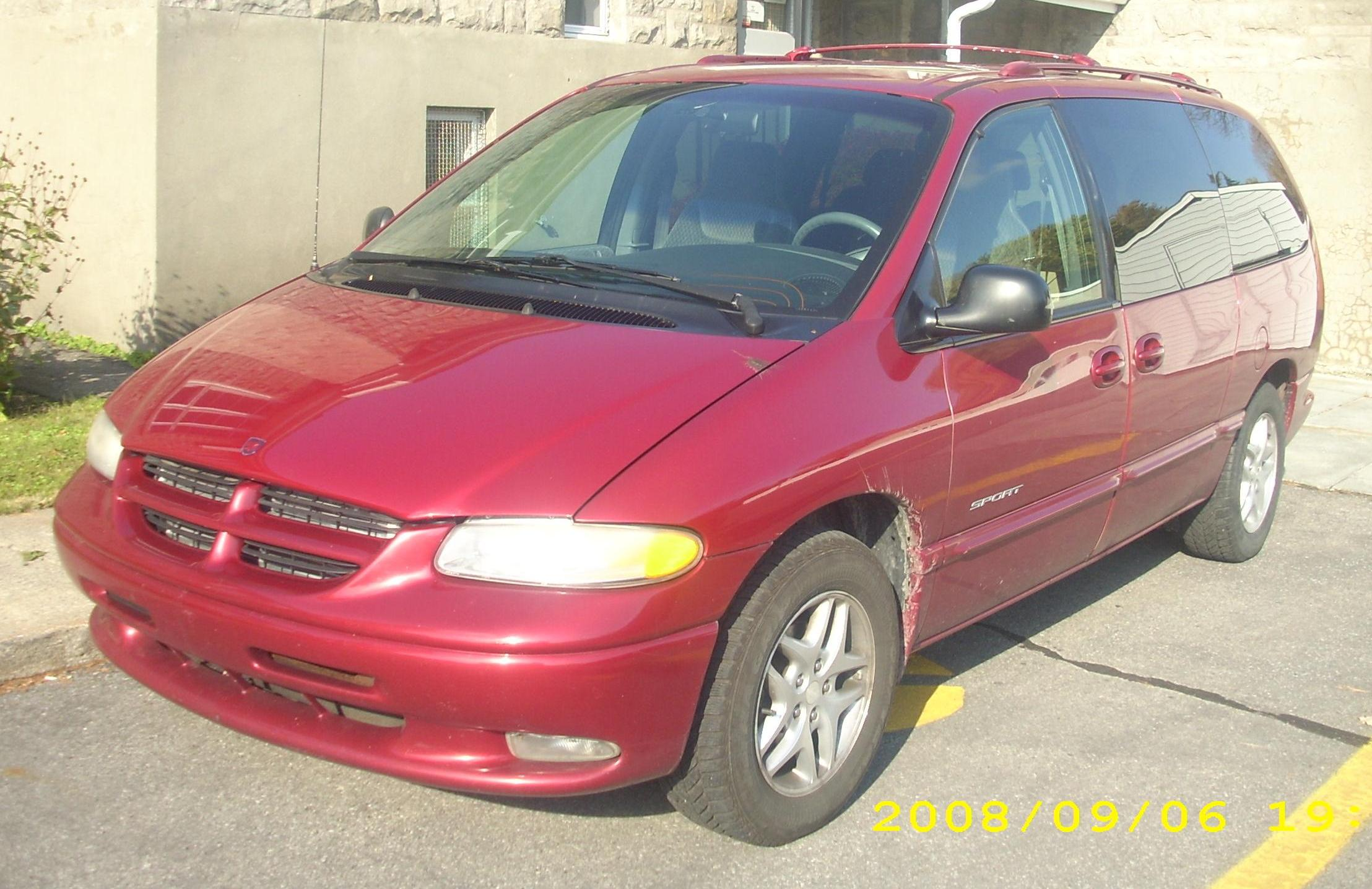
دودج جراند كارافان 1996-1998

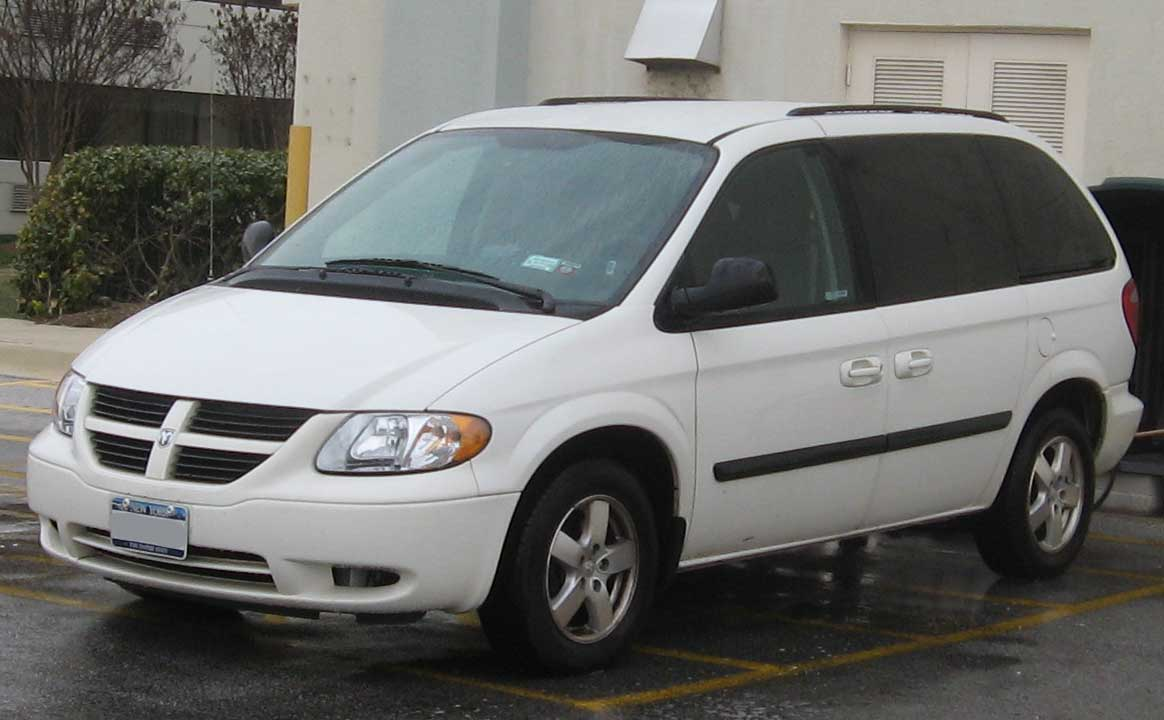

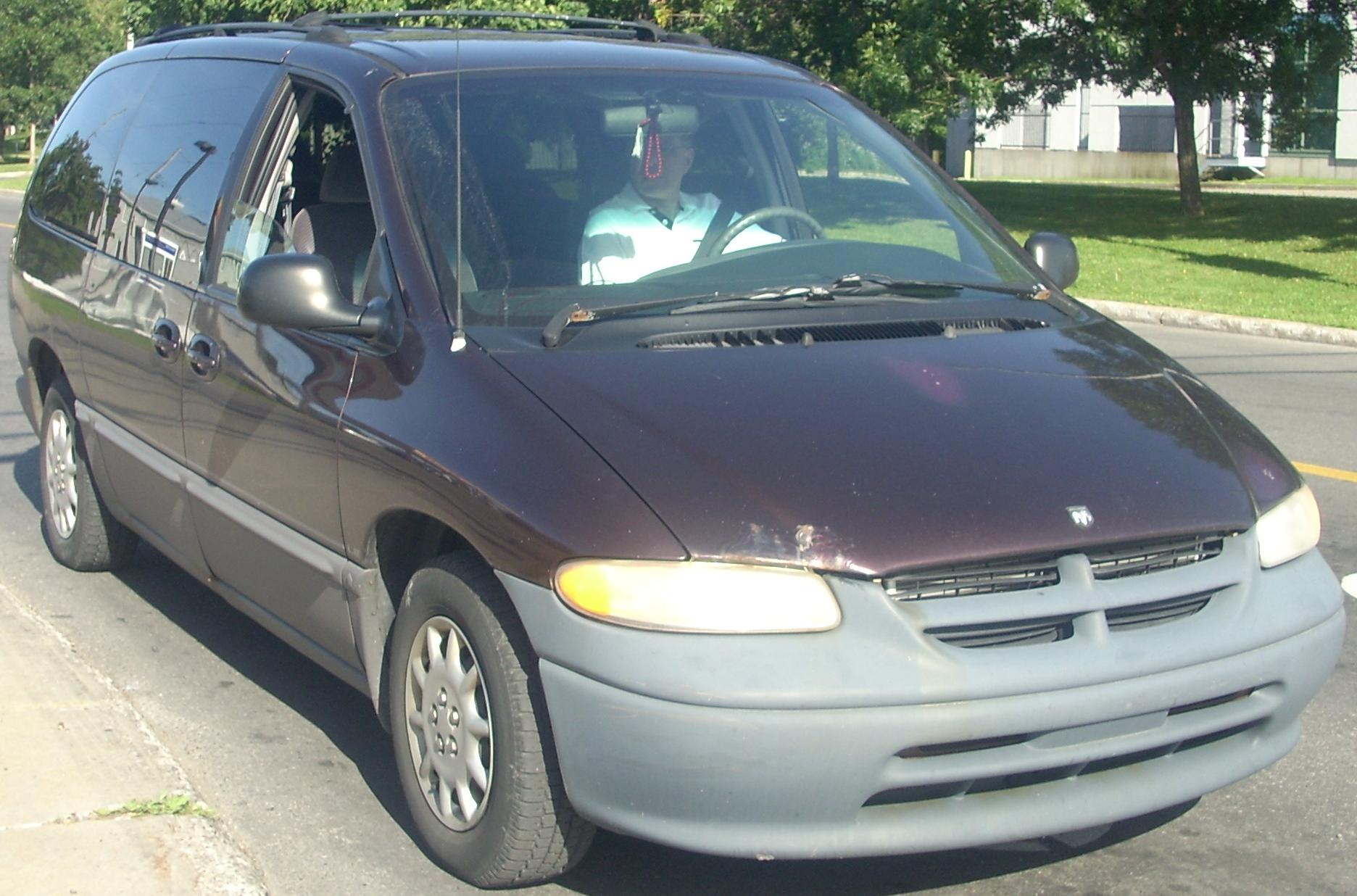
دودج جراند كارافان 1996-1997
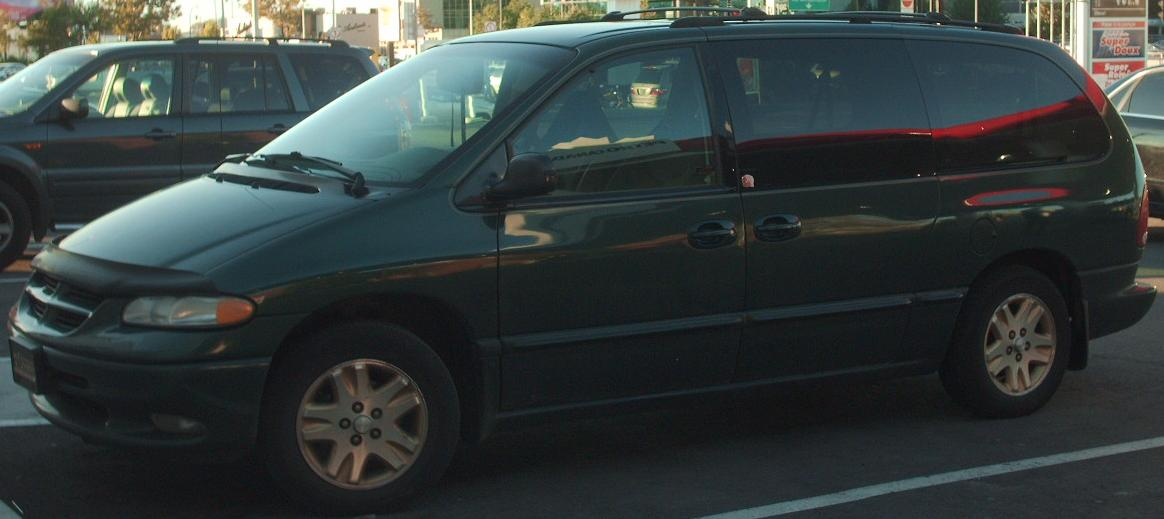
دودج جراند كارافان 1996-2000
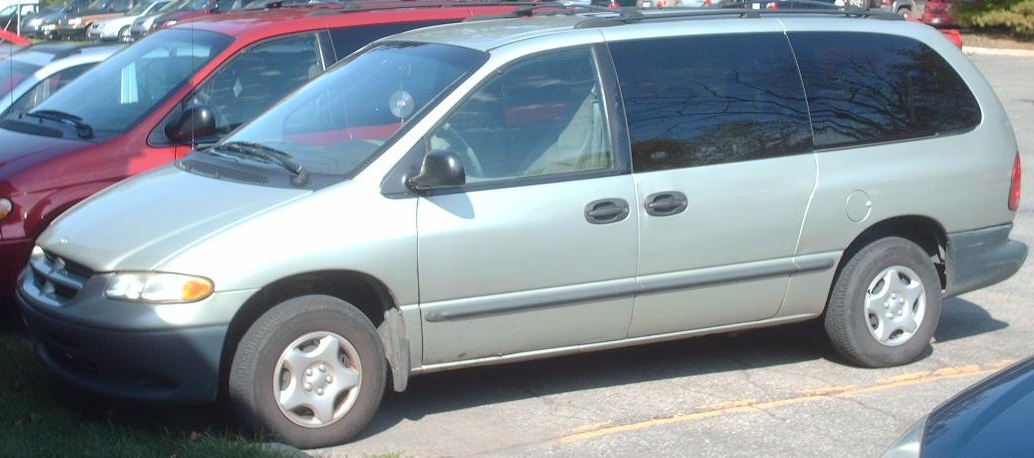
دودج جراند كارافان 1999-2000
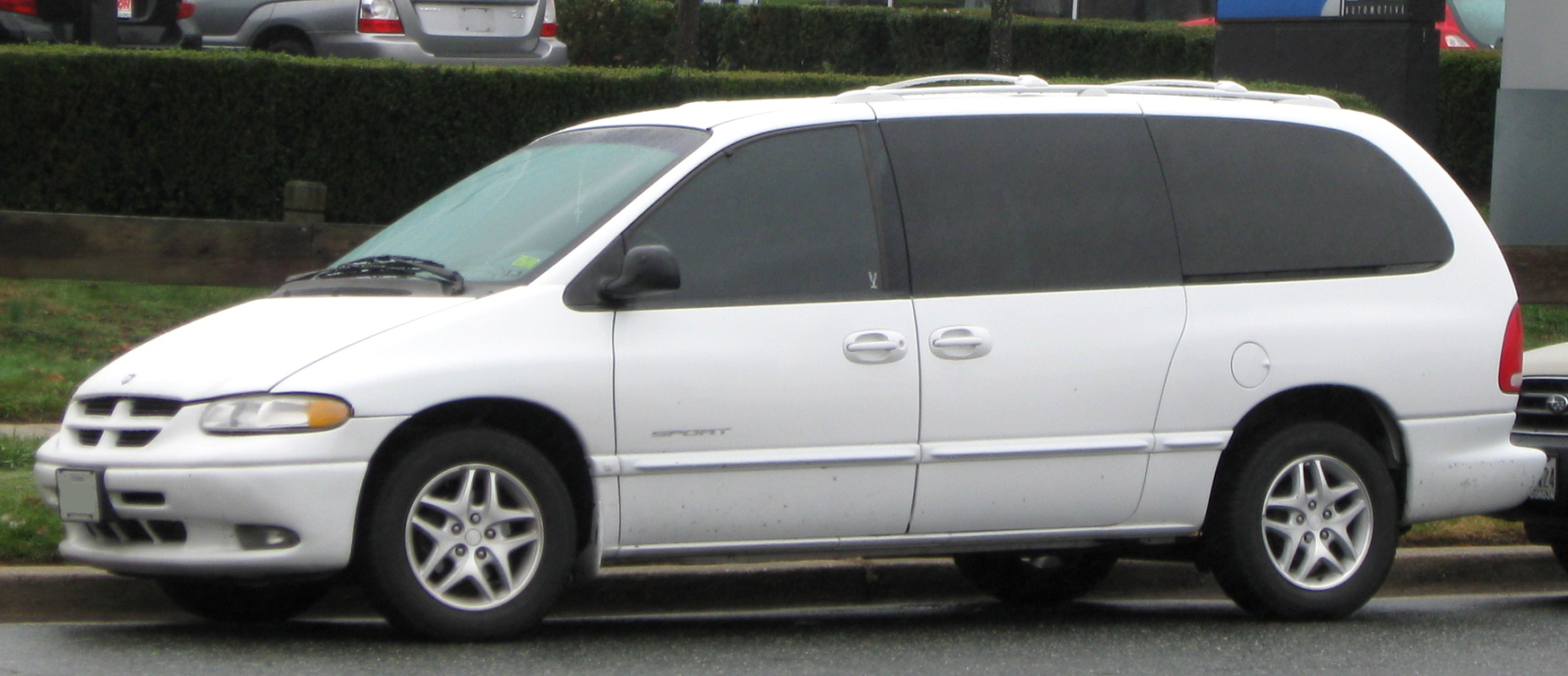
دودج جراند كارافان 1996
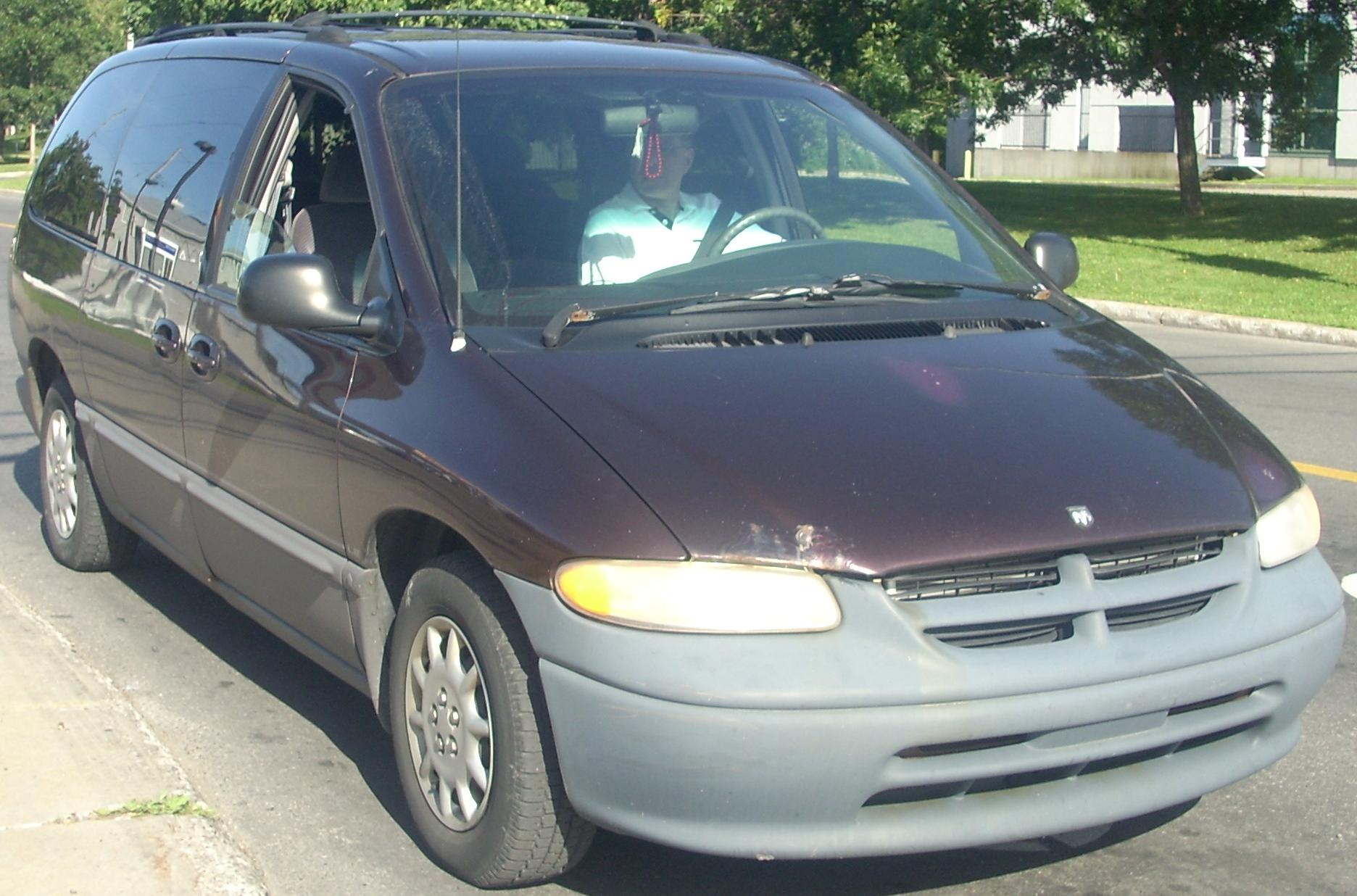
دودج جراند كارافان 1996-1997

| الجيل الرابع      | الجيل الرابع |
| ملخص              | ملخص |
| ----------------- | --- |
| أيضا يسمى         | دودج جراند كارافان (موديل LWB)دودج كارافان (موديل SWB)                                                                       |
| إنتاج             | 24 يوليو 2000 - يوليو 2007 (أمريكا الشمالية)2007-2010 (الصين)                                                                |
| سنوات النموذج     | 2001-2007 (أمريكا الشمالية)2008-2012 (الصين)                                                                                 |
| مصمم              | براندون فوروتي (1997) |
| الجسم والشاسيه    | |
| نمط الجسم         | شاحنة صغيرة 4 أبواب |
| تخطيط             | محرك أمامي مستعرض، دفع أمامي / دفع رباعي                                                                                     |
| منصة              | منصة كرايسلر RS |
| متعلق ب           | - بليموث فوييجر - كرايسلر تاون آند كانتري - كرايسلر فوييجر - كرايسلر باسيفيكا                                                |
| مجموعة نقل الحركة | |
| محرك              | 2.4 لتر EDZ I42.8 لتر CRD ديزل (الفلبين)3.0 لتر 6G72 V6 (الصين)3.3 لتر EGA V63.8 لتر EGH V6                                  |
| توصيل             | 3-سرعة 31TH التلقائي مع 2.4EDZ4 سرعات 41TE التلقائي                                                                          |
| أبعاد             | |
| قاعدة العجلات     | : 113.3 بوصة (2878 ملم)جراند كارافان: 119.3 بوصة (3,030 ملم)                                                                 |
| طول               | 2001-2004: 189.1 بوصة (4803 ملم)2005-2007: 189.3 بوصة (4808 ملم)جراند كارافان: 200.5 بوصة (5093 ملم) / 200.6 بوصة (5095 ملم) |
| عرض               | 78.6 بوصة (1,996 مم) |
| ارتفاع            | 68.9 بوصة (1,750 مم) |

## الجيل الرابع
المقال الرئيسي: كرايسلر ميني فان آر أس

### (2001-2007)
تم كشف النقاب عنها في معرض أمريكا الشمالية الدولي للسيارات 2000 يوم الاثنين، 10 يناير 2000، تم طرح سيارة دودج كارافان 2001 المعاد تصميمها و2001 كرايسلر تاون آند كانتري للبيع في أغسطس 2000. وكان الإصدار جزءاً من رابطة ترويجية - مع نابيسكو، التي كشفت النقاب عن «ميني أوريوس» داخل الشاحنة أثناء إزاحة الستار. خرجت الشاحنات الأولى من الخط في مصنع تجميع وندسور في 24 يوليو. كانت شاحنات الجيل الرابع متوفرة في مستويات القطع.
في التطوير من فبراير 1996 إلى ديسمبر 1999، استند الجيل الرابع من سيارات الميني فان على منصة كرايسلر آر أس وظهرت بهيكل أكبر مع المصابيح الأمامية والمصابيح الخلفية المعدلة. تم تنفيذ أعمال التصميم من قبل براندون فوروتي من يناير 1997 ووصلت إلى موافقة الإنتاج في 1998.
بالإضافة إلى التغييرات التفصيلية الأخرى، أصبحت الأبواب الانزلاقية الكهربائية وفتحة الطاقة متاحة كخيارات. تم إيقاف إنتاج 3.0 لتر ميتسوبيشي في 6، الذي لم يعد يلبي معايير الانبعاثات في كاليفورنيا وشمال شرق الولايات المتحدة، وأصبح محرك 3.8 لتر أكثر قوة، يعتمد على 3.3 لتر، متاحاً. استمر تقديم نظام الدفع بجميع العجلات في الطرازات الراقية. تضمنت الميزات المبتكرة الأخرى المتاحة أبواباً منزلقة يتم تشغيلها عن بُعد وفتحة خلفية يمكن فتحها وإغلاقها بضغطة زر، إما داخل السيارة أو من خلال مفتاح الدخول بدون مفتاح.
- في عام 2002، توقفت شركة دايملر كرايسلر عن استخدام شارات دودج على الأبواب الأمامية، كما هو الحال مع جميع سيارات دودج.
- في عام 2003، عاد كل من كارافان سي في وجراند كارافان سي في بعد توقفهما في عام 1995. وبرزت سي في خيار النوافذ الجانبية المحذوفة (استبدالها بألواح مركبة)، ومقاعد خلفية اختيارية، وأرضية شحن مصنوعة من البلاستيك  مادة مشابهة لبطانات الشاحنة الصغيرة، والأرضيات المطاطية بدلاً من السجاد، وفتحة عادية في الخلف. تم إجراء تغييرات طفيفة على جراند كارافان إي أس بما في ذلك العديد من الميزات المضمنة في مجموعة الخيارات 29S، لتصبح قياسية، ولم تعد عجلات تيتان الكروم مقاس 17 بوصة خيارا تم استبداله بعجلات الكروم القياسية مقاس 16 بوصة، واختفاء ناقل الحركة أوتو ستيك اختيار.
- شهد هذا العام أيضاً ظهور نظام دي في دي للمقاعد الخلفية اختياري مثبت في المصنع مع مشغل قرص واحد مثبت أسفل أدوات التحكم في HVAC.
- في عام 2004 قدم الطراز حزمة «إصدار الذكرى السنوية» الحصرية لمدة عام واحد فقط للاحتفال بمرور 20 عاماً على إنتاج كارافان. تم تقديم هذه الحزمة على طرازات أس إكس تي ذات المستوى الأعلى وتضمنت عجلات من الكروم، وقوالب بلون الهيكل، ولمسات داخلية خاصة، بالإضافة إلى شارة الحاجز الفريدة.
- في عام 2005 تضمنت تغييرات الطراز على كارفان  شبكة معدلة، وفتحة فوغلايت جديدة، ونظام مقاعد في الصف الثاني والثالث قابلة للطي في الأرضية، يتم تسويقها على أنها مقاعد ستون آند جو.

استمر إنتاج هذا الجيل في الصين منذ عام 2008، عندما تم نقل خط إنتاج كرايسلر تاون آند كانتري التايواني هناك، حتى أواخر عام 2010 عندما تم طرح الجيل الخامس من كرايسلر فوييجر في السوق الصينية. تم استبدال القافلة لاحقاً بالرحلة، على الرغم من أن صفحة القافلة لا تزال موجودة على موقع دودج الصين. تم إنتاج القافلة الصينية جنباً إلى جنب مع كرايسلر تاون آند كانتري، باستخدام لوحة اسم جراند فوييجر، بواسطة ساويست، ولم تشارك أي مكونات جمالية مع كارافان في أمريكا الشمالية باستثناء العجلات. بدلاً من ذلك، كانت القافلة الصينية متطابقة مع تاونيز تاون آند كانتري، بصرف النظر عن عدم وجود تقليم من الكروم على ألواح الأبواب الخارجية، واستخدمت نسخة معدلة من المصد الأمامي كرايسلر تاون آند كانتري مع شبكة دودج.
تم تجهيز الشاحنات الصينية بمحركات 6G72 ميتسوبيشي  وجاءت بثلاثة مستويات: كلاسيك وأس إكس تي ولوكسري.

### مستويات القطع
- أس إي - متضمن: تنجيد من القماش، وخطافات لأكياس البقالة، وتكييف يدوي، ونوافذ مظللة، وأقفال يدوية، وستيريو أي إم وإف إم مع مشغل كاسيت وأربعة مكبرات صوت (لاحقاً، استبدل مشغل أقراص مضغوطة واحد سطح الشريط)، و15 بوصة فولاذ الحافات ذات أغطية الوصل «الحركية». كانت الميزات القياسية اللاحقة هي تنبيه الباب المنزلق (وميض المخاطر عند الفتح)، وحافات من الصلب مقاس 15 بوصة مع أغطية الوصل «انترفيس».
- أس إي بلس (جراند كارافان فقط) - مضاف: مرايا كهربائية، عازل للصوت، دخول بدون مفتاح، دخول مضاء، نوافذ أمامية كهربائية، وفتحات خلفية،
- الرياضة - تمت إضافتها: وحدة تحكم علوية، ومزيل صقيع خلفي، وزجاج واقي من الشمس، والتحكم في السرعة، وأقفال كهربائية، وحصائر أرضية، ومقياس سرعة الدوران، ومرايا تعمل بالطاقة، وستيريو أي إم وإف إم مع مشغل كاسيت و6 مكبرات صوت، ونوافذ كهربائية، و15 بوصة كروس فاير  "هوب كابس.
- أضافت الحزمة 25H تكييف هواء ثنائي المنطقة وصندوق القفازات وأضواء منفضة سجائر وتأخير إيقاف تشغيل المصابيح الأمامية. أضافت الحزمة 25K استريو أي إم وإف إم مع مشغل قرص مضغوط واحد وشرائط كاسيت و6 مكبرات صوت وأبواب منزلقة كهربائية ومقعد سائق كهربائي. تم استبداله لاحقاً بحزمة SXT.
- أس إكس تي - مضاف (من أس إي بلس): تكييف هواء ثلاثي المناطق، ومقعد سائق كهربائي، ومصابيح ضباب، وأبواب منزلقة كهربائية، وفتحة باب المرآب هوم لينك، وستيريو أي إم وإف إم مع مشغلات قرص مضغوط واحد / كاسيت و6 مكبرات صوت، ومقياس سرعة الدوران، وجنوط ألمنيوم معدنية مقاس 16 بوصة.
- إي أس  - تمت الإضافة: تكييف هواء ثلاثي المناطق، كمبيوتر رحلات، مصابيح ضباب، باب منزلق كهربائي جانبي للسائق، فتحة باب المرآب، ستيريو أي وإف إم مع مشغل كاسيت، مبدل أقراص مضغوطة رباعي الأسطوانات داخل لوحة العدادات مع نظام صوت إنفينيتي، وجنوط ألمنيوم مقاس 16 بوصة «يوروبا».

### المحركات
- 2001-2007 2.4 لتر EDZ محرك 14 - 150 حصان (110 كيلوواط) عند 5400 دورة في الدقيقة و165 رطل قدم (224 نيوتن متر) عند 4000 دورة في الدقيقة
- 2001-2007 3.3 لتر EGA محرك في 6 - 180 حصان (130 كيلوواط) عند 5000 دورة في الدقيقة و210 رطل قدم (280 نيوتن متر) عند 4000 دورة في الدقيقة
- 2001-2007 3.8 لتر EGH محرك في 6 - 200 حصان (150 كيلوواط) عند 5000 دورة في الدقيقة و245 رطل قدم (332 نيوتن متر) عند 4000 دورة في الدقيقة
- 2009 إلى الوقت الحاضر 3.0 لتر EG1 محرك في 6 - 168 حصان (125 كيلوواط) (الصين)
- في كندا، كان محرك في 6 سعة 3.3 لتر قياسياً في جميع الطرازات.

### النتائج
نتائج معهد التأمين لسلامة الطرق السريعة
حصل نموذج 2001 من هذا الإصدار على تصنيف «ضعيف» في اختبار الإزاحة 40 ميل في الساعة من معهد التأمين لسلامة الطرق السريعة. لقد قامت بحماية ركابها بشكل معقول، وتم التحكم في الحركة الوهمية جيداً، ومع ذلك، حدث تسرب للوقود. قامت شركة كرايسلر بتصحيح هذه المشكلة بدءاً من طرازات 2002 ونقلها إلى تصنيف «مقبول».
جلبت سنة 2006 النموذجية وسائد هوائية جانبية اختيارية ودعامة بي أقوى، والتي تم اختبارها من قبل معهد التأمين لاختبار التصادم الجانبي للسلامة على الطرق السريعة. مع الوسائد الهوائية الجانبية، حصلت على تصنيف «مقبول».
بالنسبة للسائق، هناك احتمال حدوث إصابات خطيرة في الرقبة و / أو كسور في الأضلاع و / أو إصابات داخلية في الأعضاء. ومع ذلك، يمكن للركاب الخلفيين ترك هذا الحادث دون أن يصابوا بأذى، حيث يوجد خطر ضئيل للإصابة الكبيرة في حادث تحطم بهذه الخطورة بالنسبة لهم.

### مقاعد ستون جو
في عام 2004، قدمت دودج نظام مقاعد للصف الثاني والثالث يمكن طيه بالكامل في حجرات أرضية. تم تسويقه على أنه ستون آند جو وكان متاحاً حصرياً في طرازات قاعدة العجلات الطويلة.
في برنامج تطوير تكلفته 400 مليون دولار، استخدم المهندسون مبدئياً مجموعة إيركتور لتصور التفاعل المعقد للتصميم وإعادة تصميم المكونات تحت الأرضية. تضمن النظام بئر الإطارات الاحتياطية، وخزان الوقود، ونظام العادم، وكابلات فرامل الانتظار، وخطوط التحكم في المناخ الخلفية، والتعليق الخلفي ولكن تم منع الدفع الرباعي.
يقوم النظام بدوره بإنشاء مساحة مجمعة تبلغ 12 قدماً مكعبة (340 لتراً) من التخزين تحت الأرضية عند نشر مقاعد الصف الثاني. مع طي كلا الصفين، تتمتع الشاحنات بأرضية تحميل مسطحة وأقصى حجم للبضائع يبلغ 160.7 قدم مكعب (4550 لتراً).
حصل نظام ستون آند جو على جائزة «أفضل ما هو جديد» لمجلة العلوم الشعبية لعام 2005، ولم يتم تقديمه أبداً على فولكس فاجن روتان، وهو البديل الذي تم تجديده لشركات كرايسلر الصغيرة.

بالنسبة لعام 2011، قامت شركة كرايسلر بمراجعة النظام، وإعادة تسميته ليصبح سوبر ستون آند جو. مساند رأس محورية جديدة مع ظهور مقاعد أطول وآلية طي معدلة (يتم تسويقها على أنها «حركة واحدة») محسّنة بسهولة تخزين - مع مساند الرأس قابلة للطي على نفسها تلقائياً ويمكن طي المقعد بالكامل لأسفل تلقائياً إلى موضع فوق تجويف الأرضية.

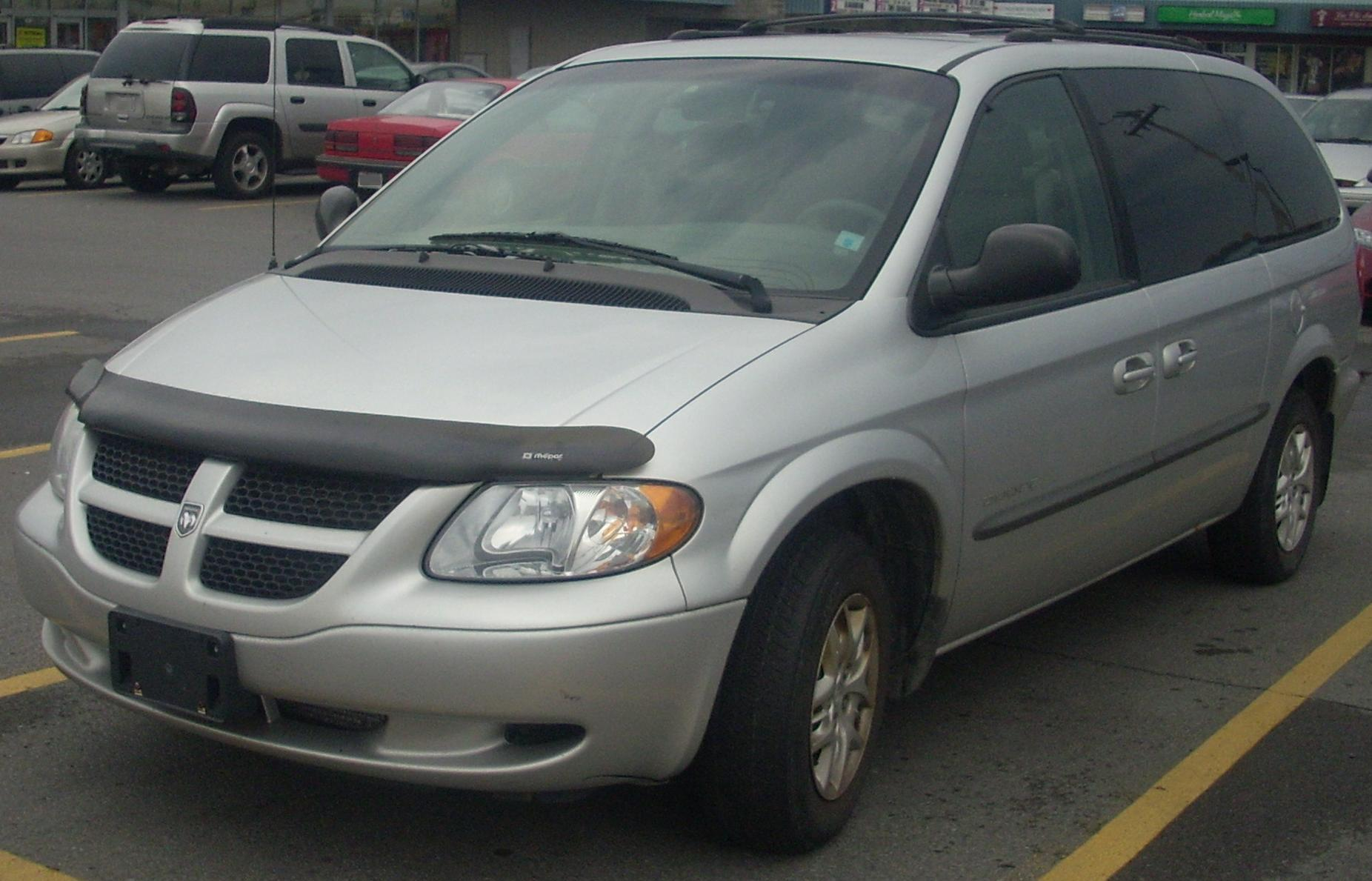
دودج جراند كارافان 2001-2004

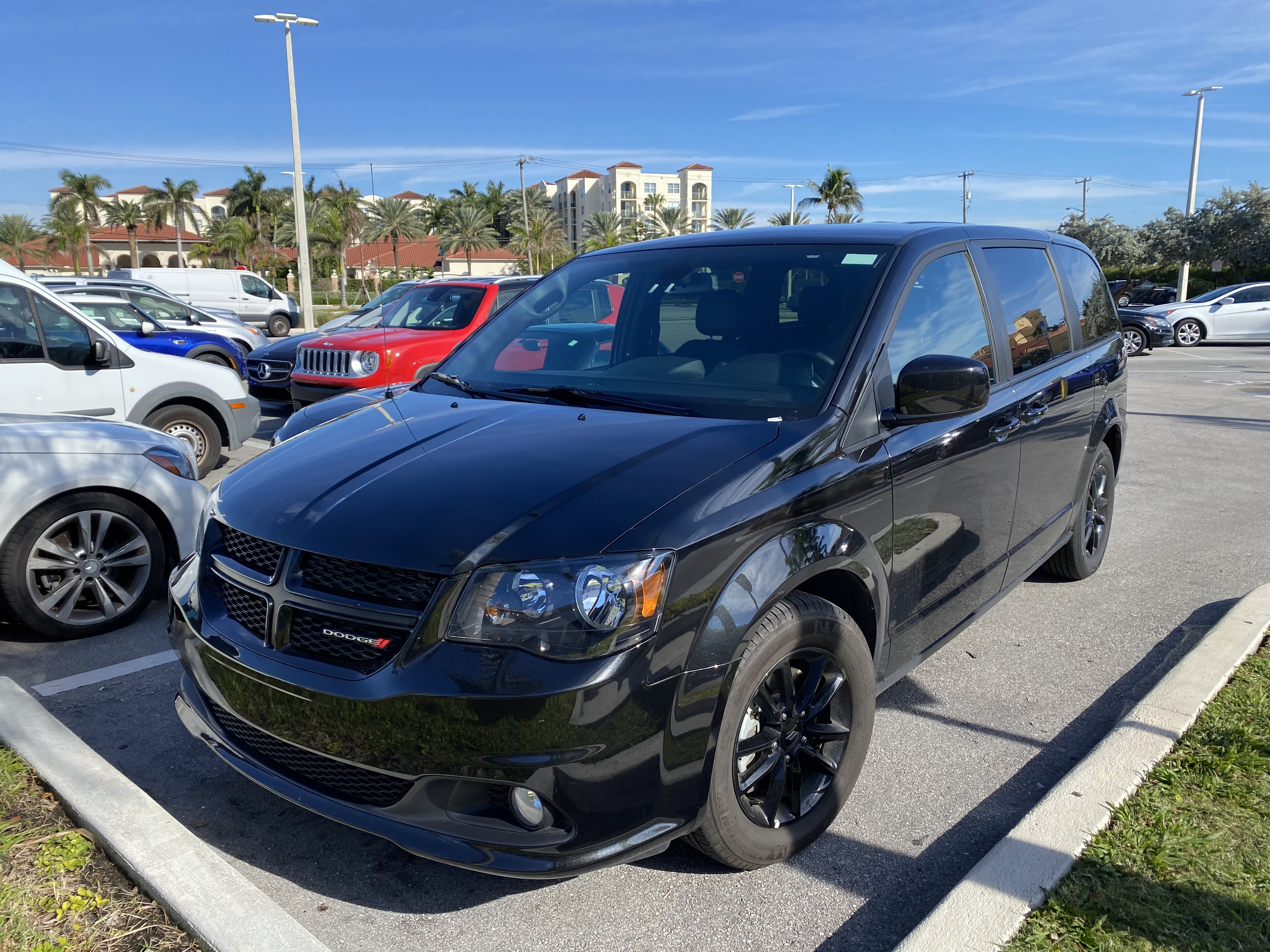

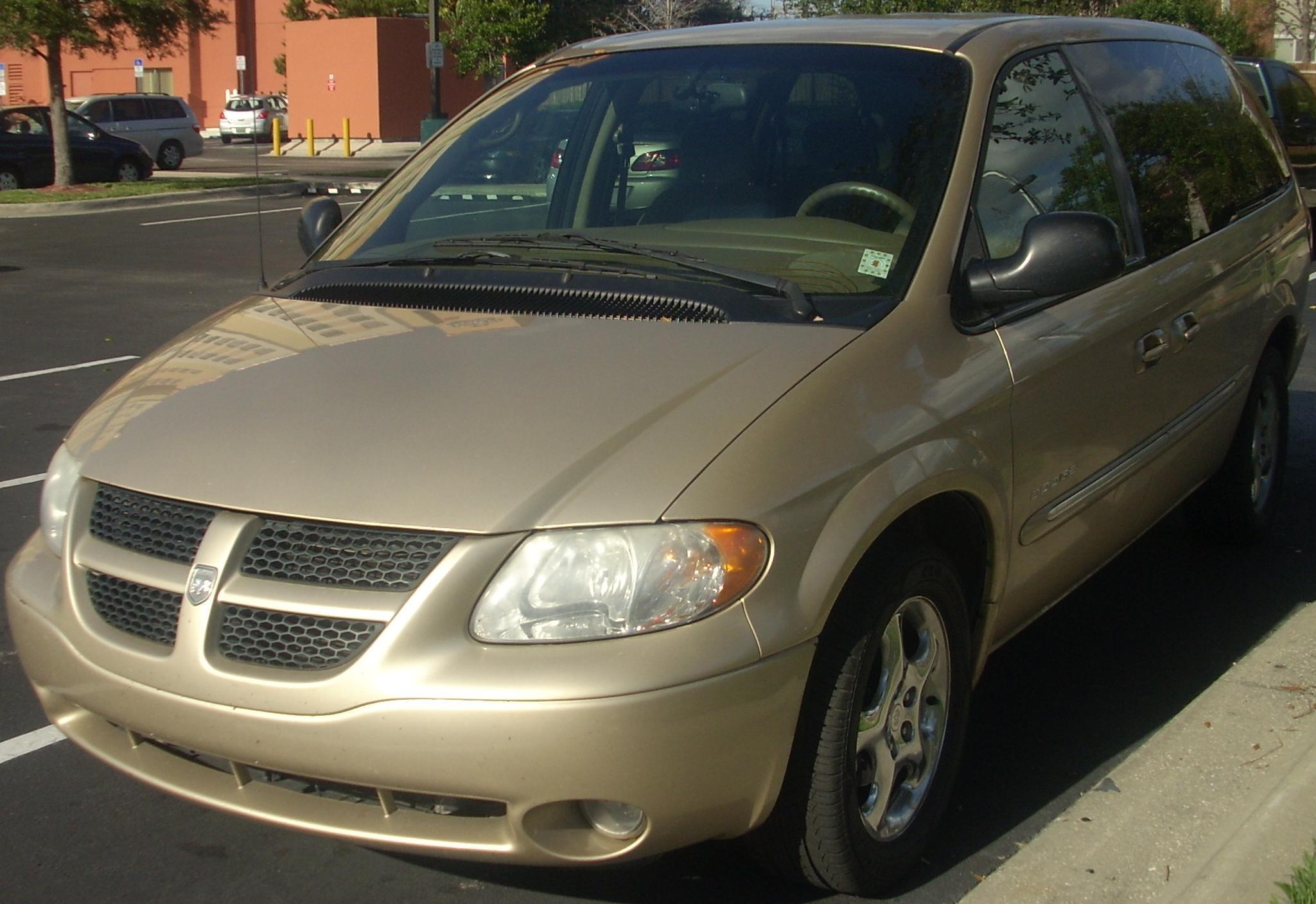
دودج جراند كارافان 2001-2004
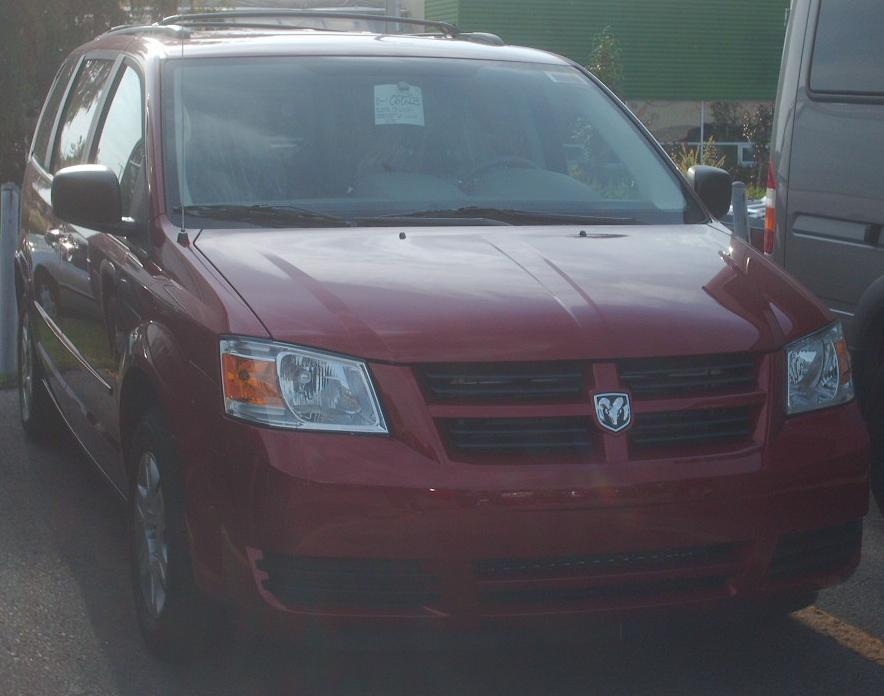
دودج جراند كارافان 2001-2004
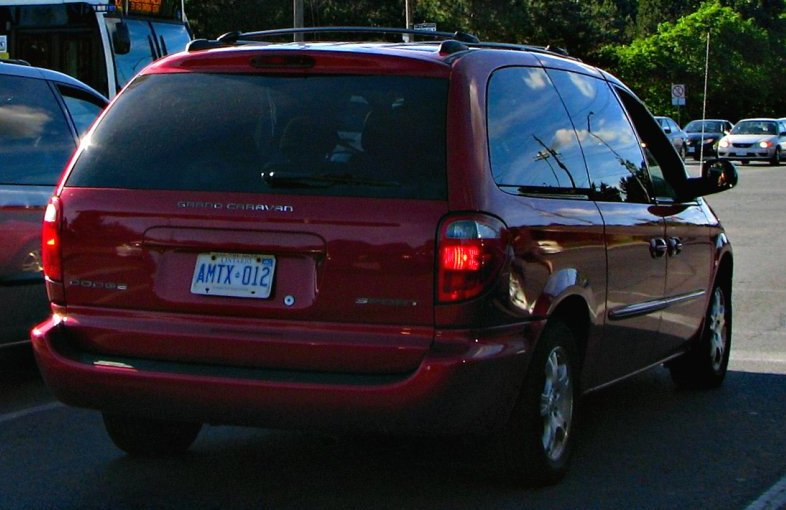
دودج جراند كارافان 2001-2004

## الجيل الخامس
المقال الرئيسي: كرايسلر ميني فان آر تي

### (2008-2020)
ظهر الجيل الخامس من دودج ميني فان لأول مرة في معرض أمريكا الشمالية الدولي للسيارات لعام 2007 بتصميم خارجي من تصميم رالف جيلز. بدءاً من الجيل الخامس في طراز العام 2008، صنعت كرايسلر فقط قاعدة العجلات الطويلة جراند كارافان.
مع توقف كارافان ذات قاعدة العجلات القصيرة، عرضت دودج الرحلة على قاعدة عجلات متطابقة تقريباً وكروس أوفر بدلاً من شاحنة صغيرة. على الرغم من أن نموذج سويب، الذي كان يمثل نصف إجمالي المبيعات في كندا، يكلف ما يقرب من 2000 دولار أقل ويقدم خيار محرك رباعي الأسطوانات مع تحسين الاقتصاد في استهلاك الوقود، ذكر المسؤولون التنفيذيون في كرايسلر أن كارفان سويب قد توقف لاستيعاب الميزات الجديدة المعروضة في جراند كارافان، بما يتوافق مع متطلبات غالبية سوق الميني فان.
أصبح ناقل حركة أوتوماتيكي جديد من ست سرعات قياسياً مع محرك 3.8 لتر V6 و4.0 لتر جديد V6. ناقل الحركة الأوتوماتيكي رباعي السرعات قياسي مع V6 سعة 3.3 لتر. لم يكن هذا الجيل من جراند كارافان ونظيره في تاون وكانتري متاحاً بنظام الدفع الرباعي. تم وضع نظام التحكم الإلكتروني بالثبات غير المتوفر سابقاً بشكل قياسي في هذا الجيل.
قدمت كرايسلر نظام إدارة المقاعد الذي تم تسويقه على أنه مقاعد سويفل آند جو، ونظام الترفيه ماي جيج (ستيريو مع محرك أقراص ثابت مدمج لتسجيل الموسيقى وتخزينها وتشغيلها) وشاشات الفيديو للصف الثاني والثالث، والصف الثاني يعمل بالطاقة النوافذ، والوسائد الهوائية الستائرية الجانبية القياسية، وأدوات التحكم في ناقل الحركة المثبتة على لوحة القيادة. انتقل ذراع ناقل الحركة إلى لوحة العدادات، وهو الموقع الذي يستخدمه المنافسون.
تحول السوق لفترة وجيزة بعيداً عن سيارات الميني فان وسيارات الدفع الرباعي مع ارتفاع أسعار البنزين في الجزء الأول من عام 2008. بدأ هذا الاتجاه في عكس نفسه نحو خريف عام 2008.
في عامي 2009 و2010، استمرت دودج جراند كارافان في أن تكون شاحنة الميني فان الأكثر مبيعاً في كندا، مع أكثر من 60٪ من مبيعات السوق الشهرية.
أفادت أخبار السيارات أنه في الفترة من يناير إلى أكتوبر في عام 2010، باعت دودج حوالي ثلث سيارات جراند كارافان لعام 2010 إلى أساطيل التأجير. أدت مبيعات أسطول التأجير المرتفعة نسبياً إلى انخفاض قيمة إعادة بيع السيارات المستعملة: حيث قفز عدد تأجير سيارات جراند كارافان 2010 إلى السوق بأربعة أضعاف بين يوليو وأكتوبر، انخفضت أسعار سيارات الميني فان 2009 و2010 المستخدمة بنسبة تصل إلى 20٪
سيتم إيقاف دودج جراند كارافان في عام 2020 بسبب «أسباب تنظيمية». يُذكر أن تكلفة تحديث السيارة للوفاء بلوائح السلامة الفيدرالية الجديدة مرتفعة للغاية بحيث تقضي على ميزة السعر المنخفض.

### مستويات القطع
- أس إي - متضمن: تنجيد من القماش، عجلات فولاذية مقاس 16 بوصة مع أغطية محور، وحدة تحكم علوية مع مرآة مراقبة، صندوق عدسة مكبرة (غير متوفر إذا كان مزوداً بفتحة سقف)، أقفال كهربائية، نوافذ كهربائية مع نافذة جانبية أوتوماتيكية للسائق، نظام تنبيه للأبواب المنزلقة (وميض المخاطر  لمدة 10 ثوانٍ عند فتحها)، أبواب منزلقة يدوياً، مرايا يدوية، تكييف هواء (تحكم يدوي في درجة الحرارة)، وحدة تحكم أرضية، وستيريو أي إم وإف إم مع مشغل أقراص مضغوطة واحد، وإمكانية إم بي 3، ومقبس إدخال إضافي وأربعة مكبرات صوت.
- تمت إضافة SXT: أبواب منزلقة كهربائياً، ومرايا مدفأة كهربائياً، ونوافذ أمامية أوتوماتيكية، ونوافذ صف ثانية كهربائية، وفتحات كهربائية خلفية، وكونسول علوي خلفي، وفتاحة باب مرآب عام، وإضاءة أل إي دي مع مصابيح دوارة خلفية، وعجلة قيادة مغلفة بالجلد مع صوت أدوات التحكم، مقعد السائق الكهربائي، ستون آند جو، ستريو أي إم وإف إم وسي دي مع مشغل دي في دي وسي دي أحادي مع إمكانية إم بي 3 ب20 جيجابايت إتش دي، وكاميرا احتياطية و6 مكبرات صوت، وحافات معدنية مقاس 16 بوصة.

### سويفلن جو للجلوس
قدمت دودج نظام جلوس لعام 2008، وتم تسويقه باسم سويفلن جو في نظام المقاعد، يمكن تدوير مقعدين بالحجم الكامل في الصف الثاني لمواجهة الصف الثالث. يمكن وضع طاولة قابلة للفصل بين مقاعد الصف الثاني والثالث. يشمل نظام المقاعد سويفلن جو مقاعد الصف الثالث من نظام ستون آند جو.  
يتم تقديم النظام في دودج جراند كارافان وكرايسلر تاون آند كانتري، ولكن ليس فولكس فاجن روتان، وهو نوع جديد من سيارات كرايسلر الميني فان.
يتم تصنيع مقاعد سويفلن جو هذه بواسطة انتير، أحد أقسام ماغنا. يتم تجميع المسارات والرافعات وآليات الدوران بواسطة كامسلايد، أحد أقسام انتير.
تم تصميم آلية الدوران بواسطة تويو سيت وإنتاجها. تشتمل آلية الدوران على مصدات تثبت المقعد أثناء وجوده في وضع القفل. عند تدوير المقعد يخرج من هذه المصدات للسماح بالدوران السهل. لا يُقصد بترك المقعد في وضع غير مقفل أو تدويره مع وجود الراكب فيه، على الرغم من أن هذا لن يضر بآلية الدوران.
تم إسقاط سويفلن جو بعد عام الطراز 2010 ولم يعد خياراً في 2011 وما بعده من شاحنات كرايسلر ودودج. ومع ذلك، لا يزال من الممكن تثبيت المقاعد عن طريق تعديل الشاحنة ببعض الأدوات والأجزاء الأساسية. ومع ذلك، من المستحيل تثبيت الجدول.

### تاريخ النموذج

#### موديل 2009
بالنسبة لعام 2009، تمت إضافة مقاعد ستون آند جو القياسية بحيث يتم طيها بشكل مسطح في أرضية المنطقة الخلفية لتوفير مساحة أكبر للشحن، بينما تحولت مقاعد سويفلن جو إلى 180 درجة لمواجهة الصف الثالث. يتضمن طراز SXT المتوفر الآن خيارات تقنية جديدة. الجديد لعام 2009 كان نظام تعليق «رياضي» اختياري بالإضافة إلى نظام تحذير من النقاط العمياء و «اكتشاف المسار المتقاطع» مع أجهزة استشعار للتحذير من السيارات أو العوائق الأخرى عند الرجوع للخلف من أماكن وقوف السيارات.

#### موديل 2010
أصبحت سيارات الميني فان كرايسلر الميني فان العلامة التجارية المحلية الوحيدة حيث استبدلت جنرال موتورز وفورد موديلاتها بطيئة البيع بسيارات الدفع الرباعي ذات الثلاثة صفوف كروس أوفر.
تضمنت التغييرات في دودج جراند كارافان 2010 مساند رأس نشطة جديدة للسائق والراكب الأمامي في جميع الطرازات، وأدوات تحكم يدوي في المناخ بثلاث مناطق لسيارة جراند كارافان أس إي، ونسبة قيادة نهائية جديدة 3.16 للموديلات المجهزة بمحرك سعة 4.0 لتر.

#### موديل 2011
خضعت جراند كارافان لتحديث منتصف الدورة لعام 2011، والتي تضمنت تغييرات كبيرة في كل من التصميم والوظائف. تمت إعادة ضبط نظام التعليق بشكل كبير، حيث اكتسبت كل من سيارات دودج وكرايسلر الصغيرة عاموداً أمامياً أكبر للتأرجح وعاموداً خلفياً جديداً للتأرجح، وزيادة ارتفاع مركز التدحرج الخلفي، ومعدلات الربيع المعدلة، وتوجيه جديد، وإعداد الحدبة الأمامية الثابتة المنقحة، وخفضها.
تم استبدال جميع خيارات المحرك الثلاثة السابقة بمحرك بنتاستار الجديد V6 سعة 3.6 لتر مع ناقل حركة أوتوماتيكي بست سرعات، وهو الآن خيار مجموعة الحركة الوحيد لجميع الطرازات. تمت إعادة تصميم الديكور الداخلي في كلتا الشاحنتين، بالإضافة إلى التنقيحات الخارجية الرئيسية التي أبرزتها الشبكة الجديدة «مزدوجة التقاطع» على جراند كارافان.
لم يعد لدى جراند كارافان مجموعات المصابيح الأمامية المميزة الخاصة به، والآن يشترك في تصميم مشترك مع تاون آند كونتري. وشملت التغييرات الأخرى عزلًا إضافياً للصوت، وزجاجاً صوتياً، ومقاعداً جديدة، وأسطحاً أكثر نعومة، وإضاءة محيطة جديدة بتقنية إل إي دي ووحدة تحكم مركزية، ومصابيح أمامية هالوجين مع لمسات إل إي دي. تم تعديل طرازات كرايسلر بحيث بدلاً من التنافس مع مستويات تقليم دودج المكافئة، كانت أعلى من دودج في التصميم والميزات.

#### موديل 2012
بالنسبة لعام 2012، تم تقديم نمط جديد أساسي يسمى "AVP"، بينما أصبحت بعض الميزات التي لم تكن متاحة سابقاً لـ «أس إي» (مثل لوحة التنقل التي تعمل باللمس) متاحة كخيارات (تلقى «أس إي» الآن أيضاً وحدة تحكم أرضية، على غرار  واحد متاح لـ "SXT"). في نفس العام، تم تغيير تصميم الشعار الأمامي ليحصل على مستطيلين مائلين باللون الأحمر لتتناسب مع بقية تشكيلة دودج.
بالنسبة لعام 2013، تم تخفيض سعر التجزئة المقترح من قبل الشركة المصنعة لحزمة القيمة الأمريكية "AVP" بمقدار 1000 دولار عن العام السابق.

#### موديل 2013
أضاف جراند كارافان ميزة حصرية بفئة مع مشغل دي في دي بلو-راي اختياري بينما تم وصف نموذج "AVP" الأساسي من قبل محرري Autotrader.com على أنه «منخفض بشكل مذهل» يمنح المشترين«فائدة مذهلة» في سيارتهم.

#### موديل 2014
بالنسبة لعام 2014، تم تقديم ثلاث حزم جديدة: حزمة القيمة الأمريكية (الولايات المتحدة، حزمة القيمة الكندية في كندا) حزمة بلاك توب (الولايات المتحدة فقط)، وإصدار الذكرى الثلاثين. كلها مجموعات مختلفة من طرازات أس إي و SXT وتتضمن ميزات فاخرة جديدة بنفس السعر. حصل جراند كارافان أيضاً على حصائر أرضية سهلة التنظيف تأتي مع مقاعد الصف الثاني الاختيارية ستون آند جو (قياسية في أس إي وتي وآر).
تم تجهيز «حزمة بلاك توب»، المستندة إلى أس إي SXT، بعجلات ألمنيوم مصقولة مقاس 17 بوصة مع جيوب سوداء لامعة، وشبكة سوداء لامعة، ومصابيح أمامية سوداء، ومقصورة داخلية سوداء بالكامل بما في ذلك بطانة السقف وألواح الأبواب ووحدة التحكم، والأسود الفريد. مقاعد من القماش وألواح تزيينية للأبواب مع درزات فضية، وعجلة قيادة مغطاة بالجلد مع درزات فضية ومقبض تبديل جلدي، واختيار من 6 ألوان للهيكل (جرانيت كريستال، فضي بيلت، أسود لامع، أقصى ستيل، أحمر «خط أحمر»، أبيض ساطع ). تتضمن موديلات SXT أيضاً مصابيح ضباب.
تم تجهيز أس إي الإصدار الذكرى الثلاثين، المستندة إلى طراز أس إي، بعجلات من الألومنيوم المصقول قياس 17 بوصة، ومرايا خارجية مدفأة بلون الهيكل، وشارات الذكرى الثلاثين على الرفارف الأمامية، وخياطة بلكنة فضية ولمسات باللون الأسود البيانو مقاعد من القماش، عجلة قيادة ملفوفة بالجلد الأسود، مقبض ناقل حركة مغطى بالجلد الأسود، بطانة سقف سوداء وكونسول علوي، حواف زخرفية لتدفئة وتكييف الهواء، نوافذ كهربائية للصف الثاني والثالث، وشعار الذكرى الثلاثين على سلسلة المفاتيح.
تم تعبئة «SXT، الإصدار  الذكرى الثلاثين»، استناداً إلى تصميم SXT، بعجلات ألمنيوم مصقولة مقاس 17 بوصة مع جيوب من الكربون الساتان، ورف سقف من الكروم اللامع، وقوالب زخرفية للنوافذ الساطعة، ومصابيح ضباب، ومصابيح أمامية أوتوماتيكية، وشارات خاصة بالذكرى الثلاثين، مقاعد من جلد تورينو باللون الأسود مع تطعيمات من الجلد المدبوغ الفاخر وخياطة فضية، ومقعد السائق الكهربائي في 10 اتجاهات، وحواف مطلية باللون الأسود البيانو، ولمسات من الكروم اللامع في جميع الأنحاء.
تضمنت كلتا إصداري الذكرى الثلاثين لوناً خاصاً متاحاً للهيكل، وطبقة من الجرانيت الكريستالي، ومجموعة قياس مخصصة مع شارات الذكرى السنوية الثلاثين، بالإضافة إلى مجموعة يو كونكت هاندس فري (راديو الأقمار الصناعية  سيريس إكس إم مع اشتراك لمدة عام واحد، وتدفق الصوت والصوت عبر البلوتوث مرآة الرؤية الخلفية ذات التعتيم التلقائي). وصلت السيارات إلى الوكلاء في الربع الثالث من عام 2013.
الجديد أيضاً في طراز عام 2014، اكتسب جراند كارافان آر/تي مصابيح أمامية قياسية للسيارات مع حواف سوداء ومجموعة الأمان التي تتميز ببدء التشغيل عن بُعد وإنذار الأمان.

#### موديل 2015
لم يتم تغيير  جراند كارافان لعام 2015 باستثناء ميزات المحتوى المضافة إلى حواف سي بلس وSXT بلس .  
تضمنت حزمة سي بلس تنجيد جلدي أسود، ونوافذ كهربائية لمقاعد الصف الثاني، وأمر كرايسلر يو كونكت الصوتي مع نظام صوت بلوتوث.

#### موديل 2016
تم الكشف عن كرايسلر باسيفيكا الجديدة في 11 يناير 2016، وحظيت بكل الاهتمام، لكن دودج جراند كارافان استمر في التسويق كبديل للميني فان منخفض التكلفة.

#### موديل 2017
تم تطبيق تحديث صغير لعام 2017 على طرازات أس إي وأس إي بلس و SXT وجي تي. أصبحت شاشة اللمس مقاس 6.5 بوصة (راديو 430 و430 ناف) من المعدات القياسية. (نظام الملاحة قياسي في جي تي واختياري في SXT.)  تضمن طراز جي أيضاً مظهر خارجي أحادي اللون وداخل جلدي فاخر مع درزات بلكنة حمراء.
بدأت مبيعات جراند كارافان في المكسيك خلال هذا العام النموذجي ، حيث تم وضعها كأكثر شاحنة صغيرة يمكن الوصول إليها في فئتها. ثلاثة موديلات متوفرة في السوق المكسيكية هي أس إي وSXT وSXT بلس.
كشفت شركة FCA النقاب عن كرايسلر باسيفيكا، شاحنة صغيرة جديدة لعام 2017، في معرض أمريكا الشمالية الدولي للسيارات 2016. حل باسيفيكا محل كرايسلر تاون آند كانتري، ولكن ذكر في الأصل أن طراز 2016 من دودج كارافان سيتم إنتاجه لعام واحد آخر كبديل منخفض التكلفة لباسيفيكا، قبل أن يتم إيقافه.
في يناير 2017، صرح الرئيس التنفيذي لشركة FCA، سيرجيو مارشيوني، أنه لم يكن من الواضح ما إذا كان سيتم إيقاف القافلة، وأنه سيتعين عليهم النظر في تقديم «مستوى معين من الوصول بأسعار معقولة إلى باسيفيكا في الطرف السفلي لمحاولة استبدال النماذج السابقة»(سيأتي هذا في النهاية على شكل الجيل السادس من فوييجر، على الرغم من أنه يتم إنتاجه جنباً إلى جنب مع كارافان). على الرغم من إدخال طراز باسيفيكا الأعلى تكلفة، زادت مبيعات كارافان بنسبة 26٪ في عام 2016.
يتم بيع عدد كبير من الكرفانات إلى أساطيل تأجير منخفضة الهامش. يستمر وضع السيارة للعملاء المهتمين بالسعر، كما أنها تجذب حركة المرور إلى الوكلاء عندما يتم تسعير السيارة بشكل كبير. بالإضافة إلى ذلك، قدمت FCA خصومات وحوافز مختلفة لمساعدة مشتريات جراند كارافان ونماذج أخرى من قبل العملاء الذين حصلوا على درجات ائتمانية أقل من 620.
وفقاً لتقرير صادر عن صحفي متخصص في السيارات، فإن هذه الاستراتيجية تساعد كرايسلر باسيفيكا على الاحتفاظ بقيمتها بشكل أفضل مع توفر شاحنة صغيرة بأسعار معقولة. يذهب أكثر من 60٪ من مبيعات دودج كارافان إلى مبيعات الأسطول وكانت السيارة ثاني أفضل السيارات مبيعًا لمبيعات أسطول التأجير.

#### موديل 2018
تم تعليق إنتاج جراند كارافان مؤقتاً من سبتمبر إلى نوفمبر 2017 مع بدء تجميع إصدارات طراز عام 2018 في ديسمبر 2017. تطلب خط الإنتاج تغييرات لتثبيت الوسائد الهوائية التي تفي بالمعيار الفيدرالي الأمريكي لسلامة السيارات رقم 226 الذي يدعو إلى ستائر هوائية أكبر وأكثر قوة ذات تأثير جانبي، بالإضافة إلى نشرها في حالة حدوث تصادم جانبي أو انقلاب. بدءاً من طرازات 2018، تضمنت التغييرات وسائد هوائية متقدمة متعددة المراحل للسائق والراكب الأمامي تشمل نشر منخفض المخاطر، ومانع للركبة قابل للنفخ من جانب السائق، وسائد هوائية جانبية مثبتة في المقعد الأمامي، وستائر جانبية للركاب الخارجيين في الصفوف الثلاثة.
بالنسبة لعام 2018، كانت جراند كارافان هي السيارة الأكثر مبيعاً في دودج بينما كانت مبيعات الحافلات الصغيرة ذات العلامات التجارية الأجنبية أسوأ من دودج في 2018. انخفضت المبيعات في كندا بنسبة 30 بالمائة، وهي أقل بكثير من السنوات الست السابقة.

#### موديل 2019
صادف عام 2019 النموذجي الذكرى الخامسة والثلاثين لسيارة كرايسلر الميني فان. كان خيار الزخرفة التذكارية متاحاً في طرازي أس إي وSXT الذي تضمن شبكاً لامعاً، وعجلات ألومنيوم «فضية تكنولوجية» قياس 17 بوصة، وشارة رفارف الذكرى السنوية الخامسة والثلاثين، بالإضافة إلى لوحة تحكم «بيانو» ولوحة أجهزة القياس وحصائر أرضية أمامية مع  شعار الذكرى الخامسة والثلاثين المطرز. كانت «حزمة بلاك توب» التي تتميز بشبكة سوداء، ومصابيح أمامية بالإضافة إلى مقصورة سوداء بالكامل اختيارية في طرازي أس إي وSXT للاحتفال بالذكرى السنوية الخامسة والثلاثين.
انخفض قطاع سوق الميني فان بشكل عام. تراجعت مبيعات طرازات جراند كارافان في كندا بنسبة 9٪ خلال الربع الأول من عام 2019، لكنها كانت لا تزال تحتل المرتبة العاشرة بين السيارات الأكثر مبيعًا لتلك الفترة في كندا. ذهبت معظم المبيعات للتأجير وعملاء الأسطول. لم تتلق السيارة تغييرات كبيرة، ولكن يستمر إنتاجها لأن "دودج باعت أكثر من 125000 جراند كارافان العام الماضي 2018، بينما باعت هوندا 100000 فقط من سيارات أوديسي الصغيرة خلال نفس العام 2018.
انتهى التحول الثالث في مصنع وندسور للميني فان في أكتوبر 2019 بسبب تباطؤ المبيعات، مما أدى إلى إلغاء 1500 وظيفة مباشرة.

#### موديل 2020
تتوفر ثلاثة طرازات: أس إي وأس إي بلس وSXT. يشتمل طراز جراند كارافان أس إي بلس الآن على مقاعد دلو قياسية للصف الثاني من طراز سوبر ستون آند جو، ومقعد سائق كهربائي بثماني اتجاهات، ومقصورة داخلية سوداء بالكامل مع تطريز نبيذ التوت البري على المقاعد. تستمر «حزمة بلاك توب» الاختيارية لطرازي أس إي بلس وSXT.
يتضمن السوق الكندي ستة طرازات تبدأ من إصدار مبتدئ ثم زيادة المعدات القياسية في كل منها: CVP وSXT وSXT بريميوم بلس وكرو وكرو بلس  وجي تي التي تتضمن العديد من ميزات الراحة بالإضافة إلى نظام تعليق الأداء  وجسم خارجي أحادي اللون. يتوفر خيار التصميم «بلاك توب باكيج» في طرازات SXT.
تستمر مستويات القطع للسوق المكسيكي دون تغيير عن سنوات الطراز السابقة مع توفر طرز أس إي وSXT وSXT بلس.

### المحركات
| السنة     | نموذج                              | الإزاحة                         | الصمامات | القوة - الطاقة (د.ق - دورة في الدقيقة) | عزم الدوران (ح. حصان) | توصيل                   | الاقتصاد في استهلاك الوقود (ميلا في الغالون) |
| --------- | ---------------------------------- | ------------------------------- | -------- | -------------------------------------- | --------------------- | ----------------------- | -------------------------------------------- |
| 2011      | 2.8 لتر موتوري A 428 دوهك ديزل I4  | 2766 سم مكعب (168.8 بوصة مكعبة) | 16       | 161ح عند 3600 د.ق                      | 266ح عند 2000 د.ق     | 6 سرعات 62TE أوتوماتيكي | الاقتصاد في استهلاك الوقود (ميلا في الغالون) |
| 2008-2010 | 2.8 لتر موتوري RA 428 دوهك ديزل I4 | 2766 سم مكعب (168.8 بوصة مكعبة) | 16       | 161ح عند 3600 د.ق                      | 310ح عند 2000 د.ق     | 6 سرعات 62TE أوتوماتيكي | الاقتصاد في استهلاك الوقود (ميلا في الغالون) |
| 2008-2010 | 3.3 لتر V6.0                       | 3301 سم مكعب (201.4 قدم مكعب)   | 12       | 175ح عند 5000 د.ق                      | 205ح عند 4000 د.ق     | 4 سرعات 41TE أوتوماتيكي | 17/24                                        |
| 2011-2020 | 3.6 لتر V6.0 بنتاستار              | 3604 سم مكعب (219.9 بوصة مكعبة) | 24       | 283 ح عند 6400 د.ق                     | 260ح عند 4400 د.ق     | 6 سرعات 62TE أوتوماتيكي | 17/25                                        |
| 2008-2010 | 3.8 لتر V6.0                       | 3778 سم مكعب (230.5 متر مكعب)   | 12       | 197 ح عند 5200 د.ق                     | 230ح عند 4000 د.ق     | 6 سرعات 62TE أوتوماتيكي | 16/23                                        |
| 2008-2010 | 4.0 لتر V6.0                       | 3952 سم مكعب (241.2 بوصة مكعبة) | 24       | 251ح عند 6000 د.ق                      | 259ح عند 4100 د.ق     | 6 سرعات 62TE أوتوماتيكي | 17/25                                        |

تم إقران كلا المحركين 3.8 لتر و 4.0 لتر مع ناقل حركة أوتوماتيكي من 6 سرعات من كرايسلر 62TE مع تقنية ضغط الخط المتغير (انظر ألترا درايف 62TE).
في كندا (2008-2010) كان المحرك 3.3 لتر هو المحرك القياسي عبر المجموعة، جنباً إلى جنب مع ناقل حركة أوتوماتيكي 41TE رباعي السرعات. كان المحرك سعة 4.0 لتر ومجموعة السرعات الست متاحين كخيار في الجزء العلوي فقط من طرازات SXT. في عام 2011، تم تحديد ناقل الحركة ذي الست سرعات كمعيار قياسي في كرايسلر تاون آند كانتري.

### الأمان
في الولايات المتحدة، حصلت دودج جراند كارافان 2020 على تصنيف أربع نجوم إجمالاً من قبل الإدارة الوطنية لسلامة المرور على الطرق السريعة (الإختصارNHTSA).
| التأثير الأمامي - السائق والراكب: | 4 من 5 نجوم |
| سائق الصدمات الجانبية:            | 5 من 5 نجوم |
| الراكب الخلفي ذو التأثير الجانبي: | 5 من 5 نجوم |
| التدحرج:                          | 4 من 5 نجوم |

تقييم معهد التأمين للسلامة عاى الطرقات السريعة
| متوسط التداخل الجبهي                      | حسن  |
| إزاحة أمامية صغيرة متداخلة                | ضعيف |
| تأثير جانبي                               | حسن  |
| قوة السقف (موديلات 2012 إلى الوقت الحاضر) | حسن  |

### المتغيرات

#### أوروبا
المقال الرئيسي: كرايسلر / لانسيا فويجر
كما هو الحال مع الأجيال السابقة، قامت شركة كرايسلر بتسويق كارافان في أوروبا باسم كرايسلر فوييجر، حيث تم بيع الجيل الخامس حصرياً باعتباره جراند فوييجر ذات قاعدة العجلات الطويلة.
من عام 2007 إلى يونيو 2011، تم بيع خط الطراز تحت علامة كرايسلر التجارية؛ بعد استحواذ شركة فيات على كرايسلر، أعيد تسمية فوييجر باسم لانسيا في أوروبا القارية (مع بقاء كرايسلر فوييجر في أيرلندا والمملكة المتحدة).
تم تسويق كرايسلر / لانسيا فويجر تحت ثلاثة خطوط مميزة لأوروبا (الفضة والذهبية والبلاتينية). كان المحرك القياسي هو محرك ديزل 2.8 لتر I4 (ينتج 161 حصاناً)، مع 3.6 لتر بنزين V6 (ينتج 279 حصاناً). تم إقران كلا المحركين بمحرك أوتوماتيكي بست سرعات.
بعد عام الطراز 2016، توقفت صادرات فوييجر حيث أعادت شركة فيات كرايسلر تنظيم علاماتها التجارية، مع بقاء كرايسلر إلى حد كبير في أمريكا الشمالية وبيعت لانسيا حصرياً في إيطاليا.

#### رام كارجو فان
رام كارجو فان (رام سي / في تريدسمان)
بالنسبة لعام 2012، استلم قسم شاحنات رام شاحنة البضائع دودج جراند كارافان سي في، وأعاد تسميتها إلى رام كارجو ترادسمان سي في (إحياء الاسم الذي استخدمته دودج لعربات الشحن كاملة الحجم خلال السبعينيات).
على عكس سابقتها، كان ترادسمان بشكل صارم مركبة ذات مقعدين ، بألواح هيكل معدنية صلبة بدلاً من النوافذ الخلفية وأرضية تحميل خلفية مسطحة.
مع زيادة استخدام علامة رام للمركبات القائمة على فيات ، تم استبدال ترادسمان لعام 2016 بـ برو ماستر سيتي، نسخة السوق الأمريكية من فيات دوبلو.

#### فولكس فاجن روتان
المقال الرئيسي: فولكس فاجن روتان
بعد توقف دام خمس سنوات، عادت فولكس فاجن إلى قطاع الميني فان في أمريكا الشمالية من خلال تقديم فولكس فاجن روتان لعام 2009. استبدال الناقل تي 4 (1992، 1999-2003  يورو فان) في أمريكا الشمالية، تم بيع روتان في الولايات المتحدة وكندا والمكسيك.
مستهدفة ما يقرب من 5٪ من المبيعات ضمن قطاع سيارات الميني فان، دخلت فولكس فاجن في اتفاقية إنتاج لمدة 5 سنوات مع شركة كرايسلر.
تم تصنيع روتان من قبل كرايسلر في منشأة وندسور للتجميع إلى جانب جراند كارافان وتاون آند كانتري، على غرار تقليمها الداخلي الخاص بالطراز والواجهات الخارجية الأمامية والخلفية. أثناء مشاركة المحركات مع جراند كارافان، تم إعطاء روتان ضبط التعليق الخاص به وتكوينات المقاعد (آخر ميني فان من تصميم كرايسلر مع مقاعد قابلة للرفع). كجزء من تحديث 2011 لسيارات كرايسلر الميني فان، تلقت جراند كارافان ضبط التعليق الأكثر صرامة الذي استخدمته فولكس فاجن سابقاً؛ أثناء استلام 3.6 لتر V6، حمل روتان الكثير من داخلها.
تراجعت بكثير عن توقعات المبيعات، تم إنتاج روتانز النهائية بواسطة كرايسلر في أغسطس 2012؛ كانت جميع مبيعات عام 2013 من مخزون الوكلاء، مع بيع سيارات 2014 حصرياً للأساطيل. توقعت فولكس فاجن في الأصل بيع 50000 وحدة سنوياً، وباعت 57683 روتاناً خلال أربع سنوات من الإنتاج. مع تحول فولكس فاجن إلى سيارات الدفع الرباعي في أمريكا الشمالية، تم استبدال شاحنة روتان الصغيرة لعام 2018 بطراز أطلس ثلاثي الصفوف (الذي حل أيضاً محل طوارق في أمريكا الشمالية).

### المعرض

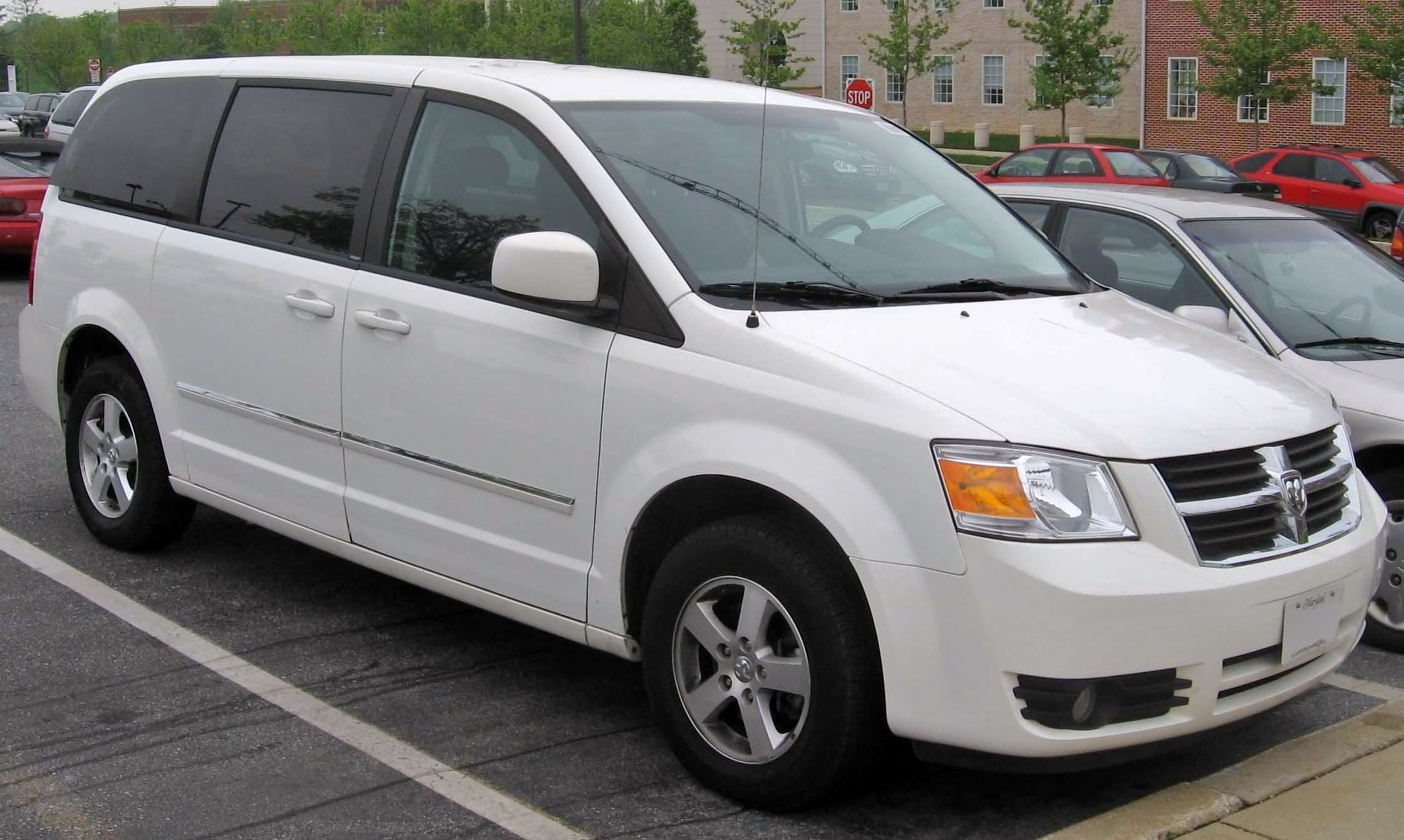
دودج جراند كارافان 2008
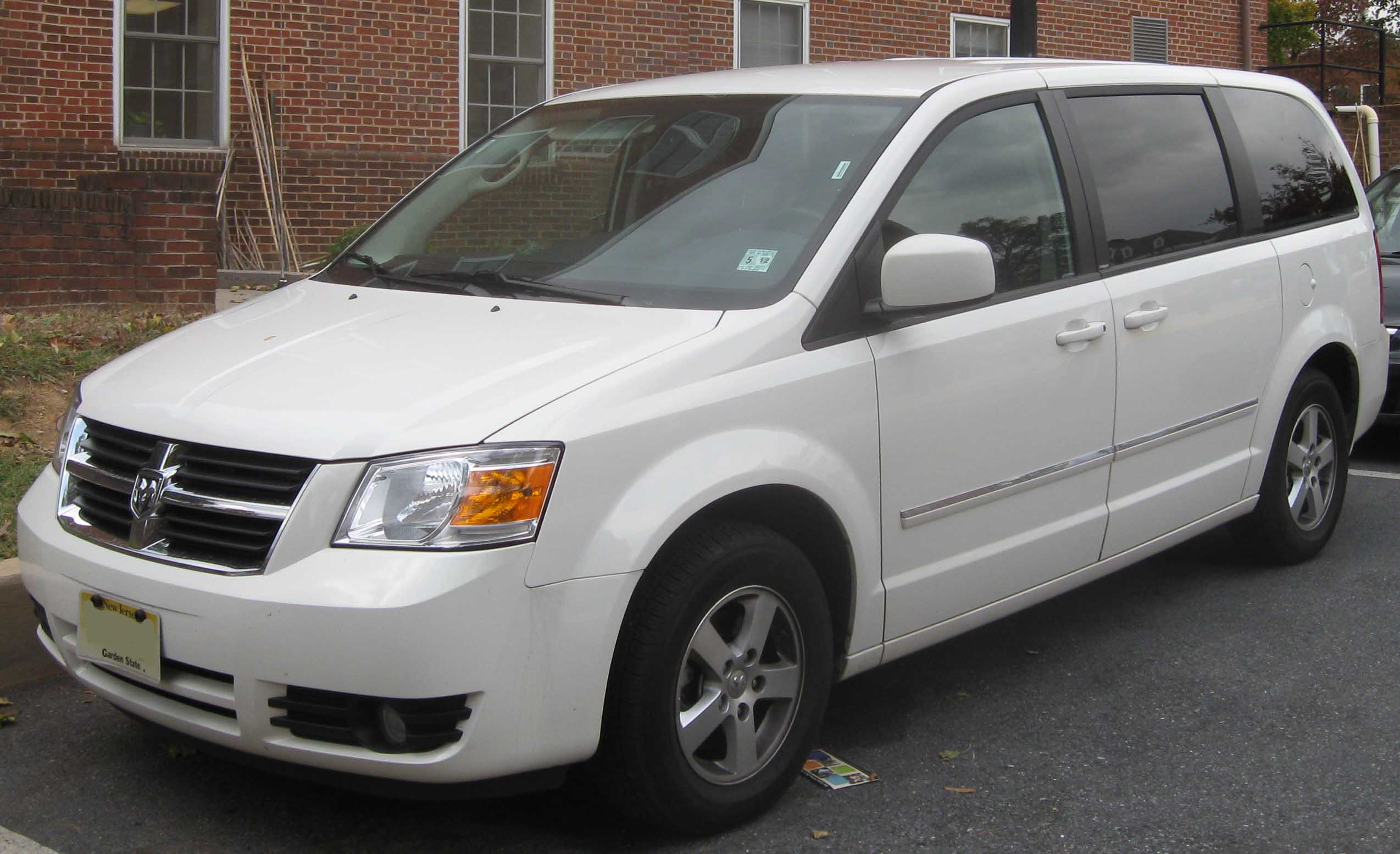
دودج جراند كارافان 2008
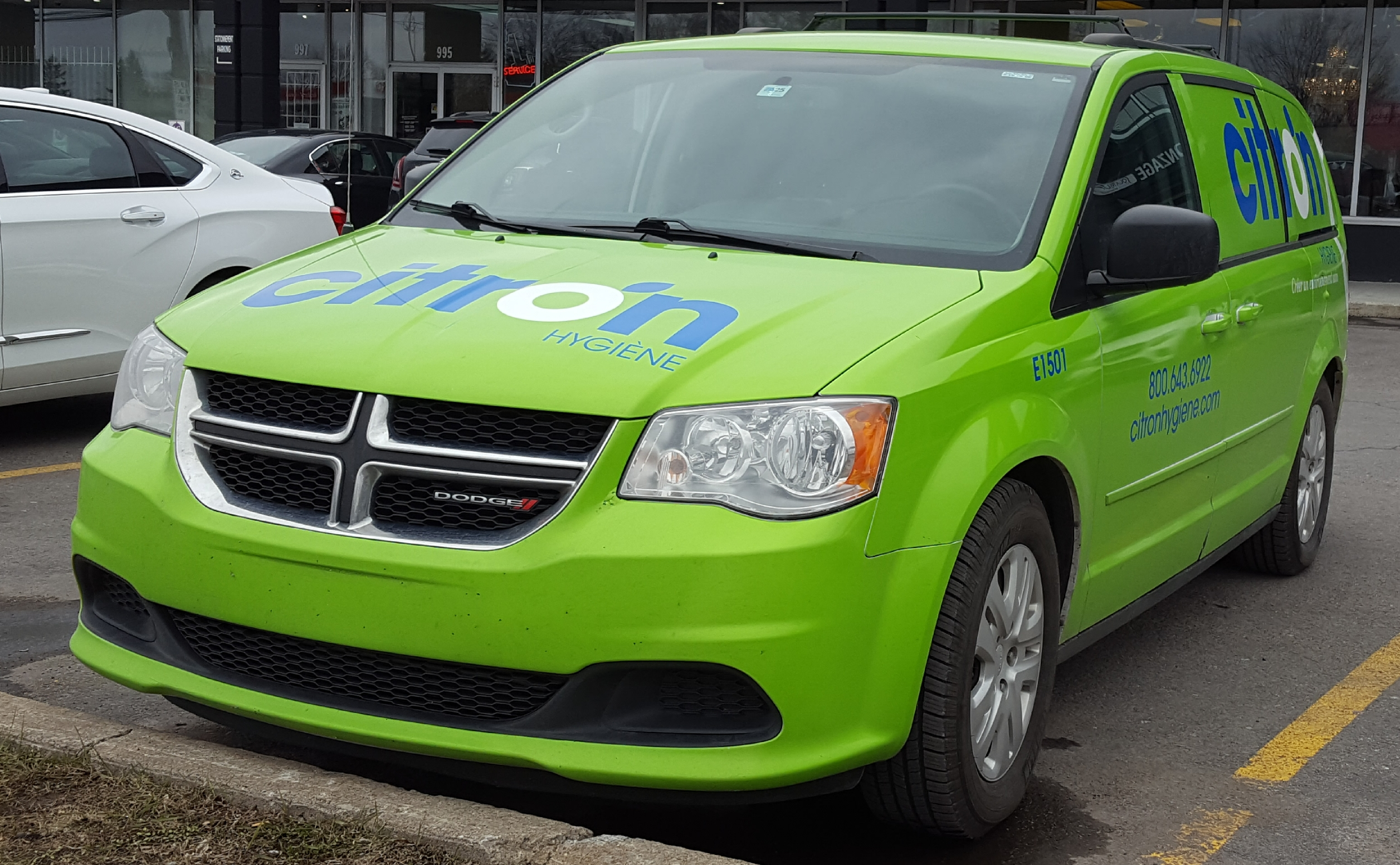
دودج جراند كارافان 2014
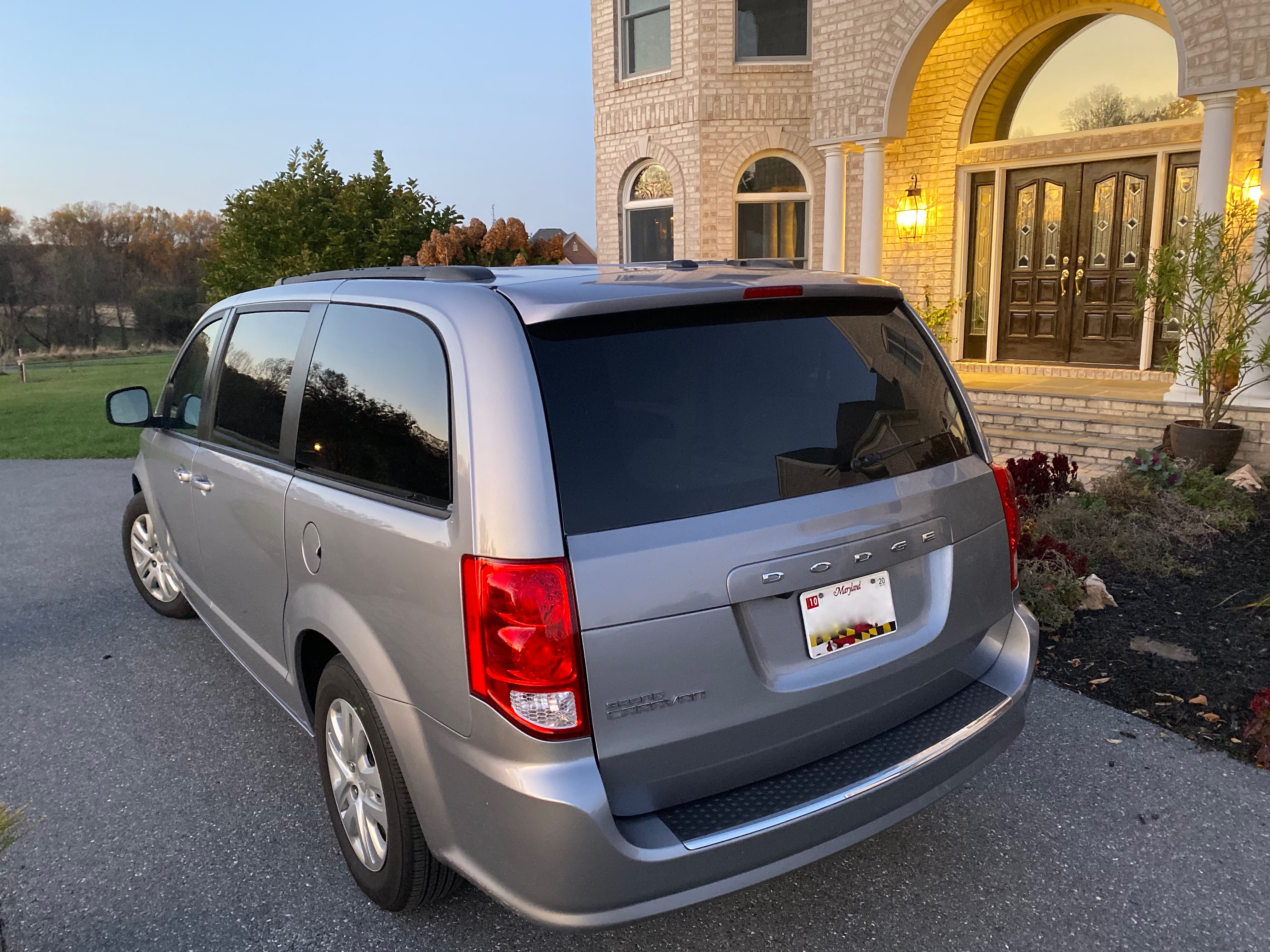
دودج جراند كارافان 2018
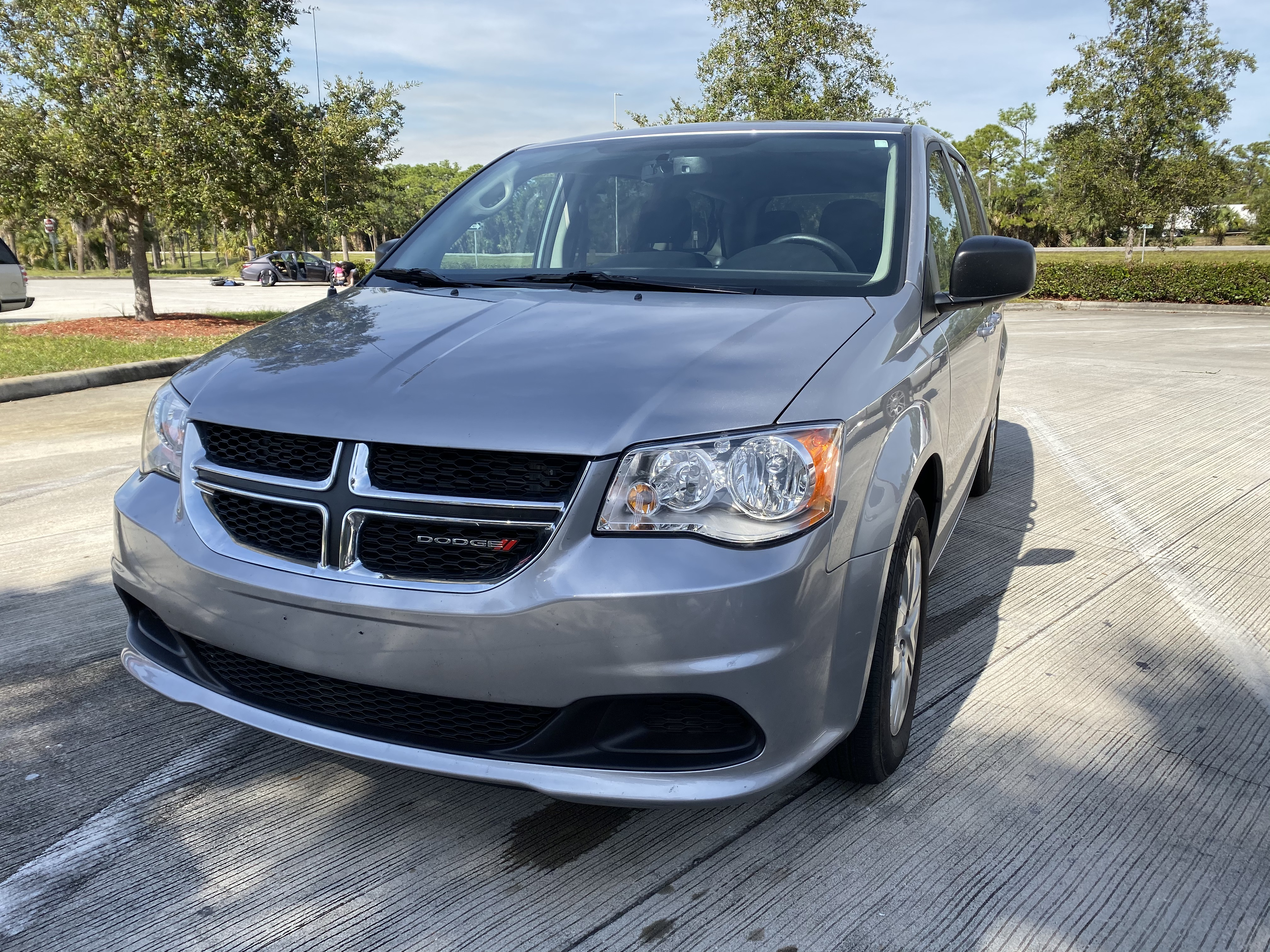
دودج جراند كارافان 2018
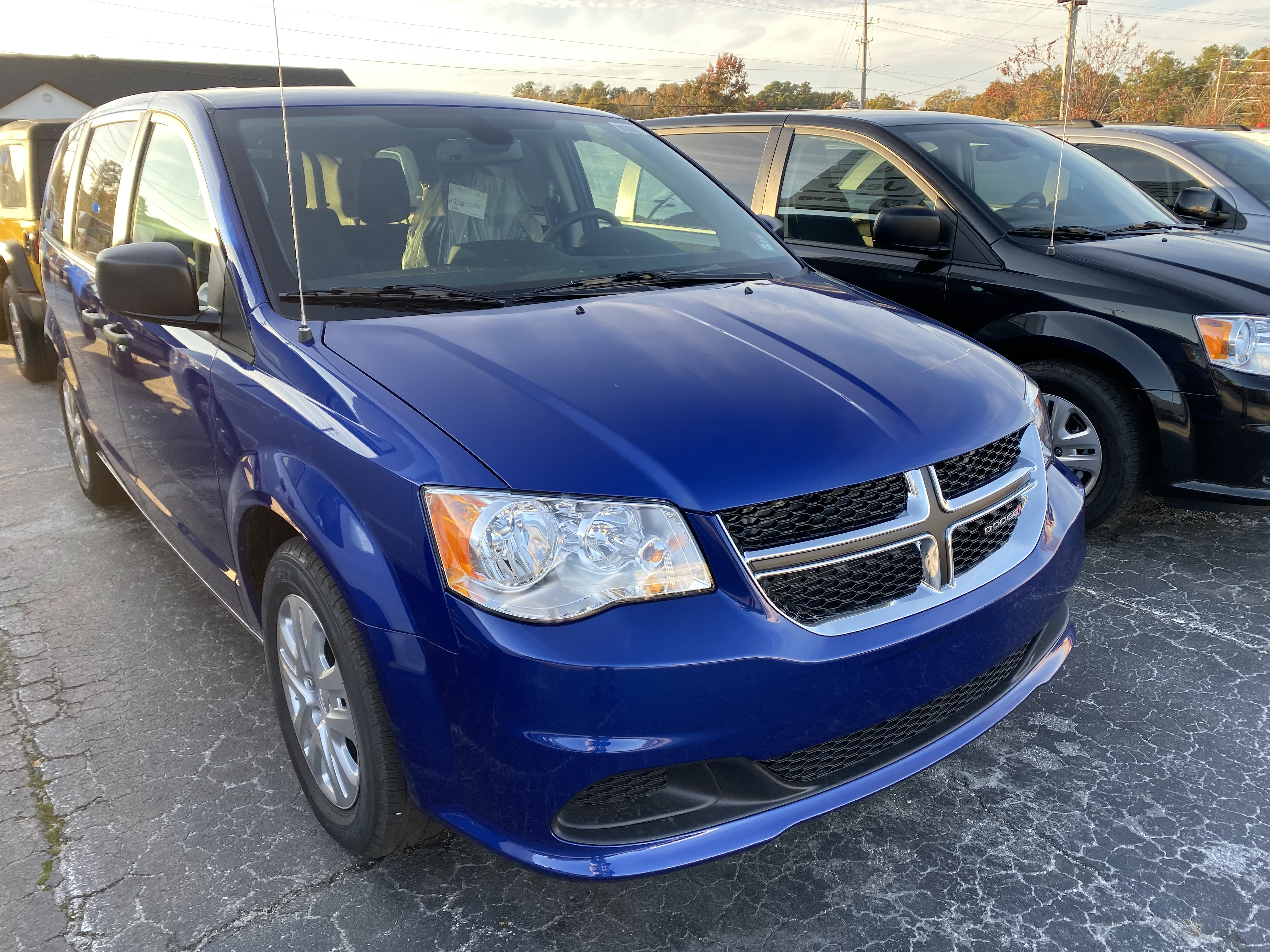
دودج جراند كارافان 2019
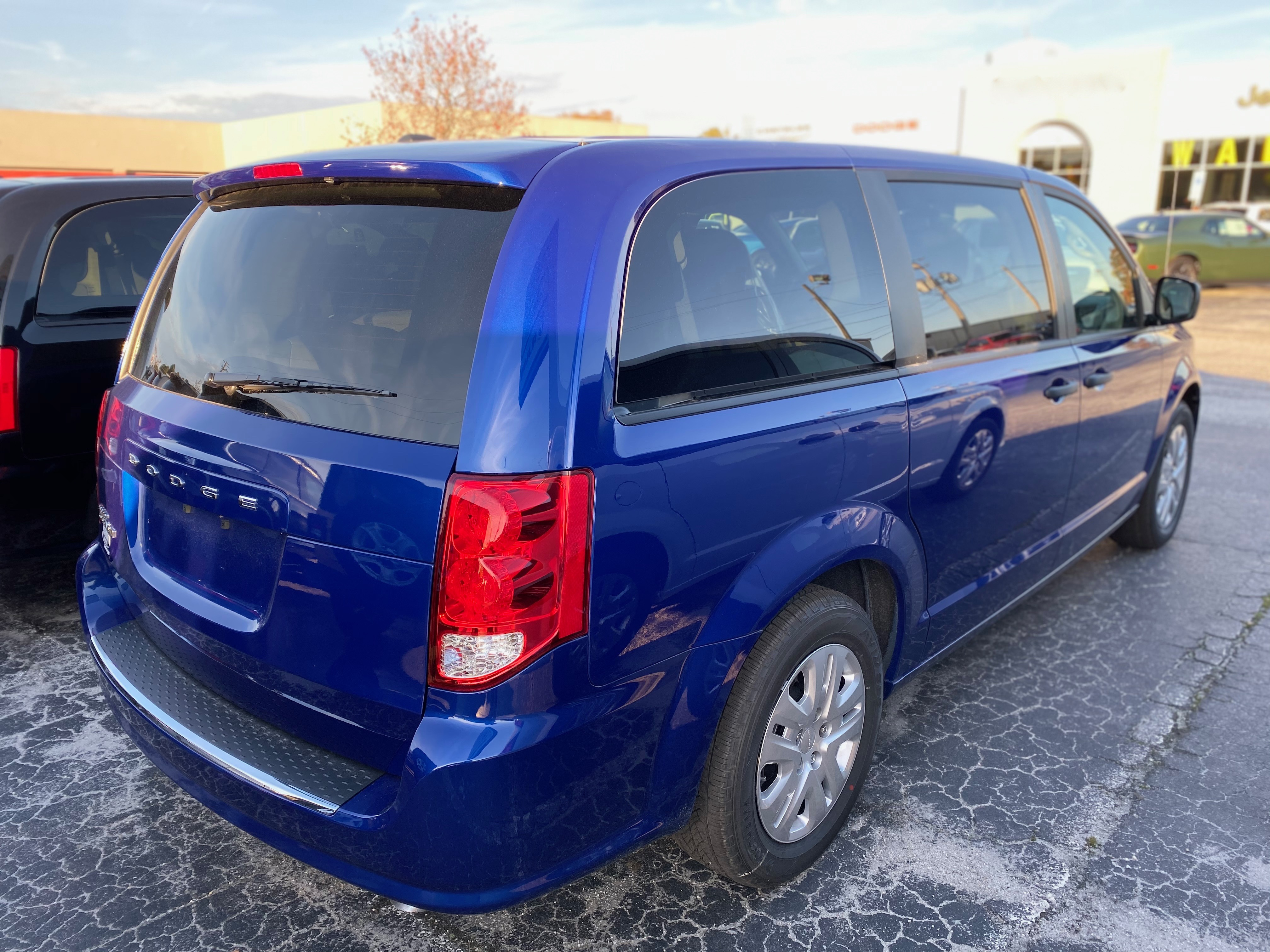
دودج جراند كارافان 2019
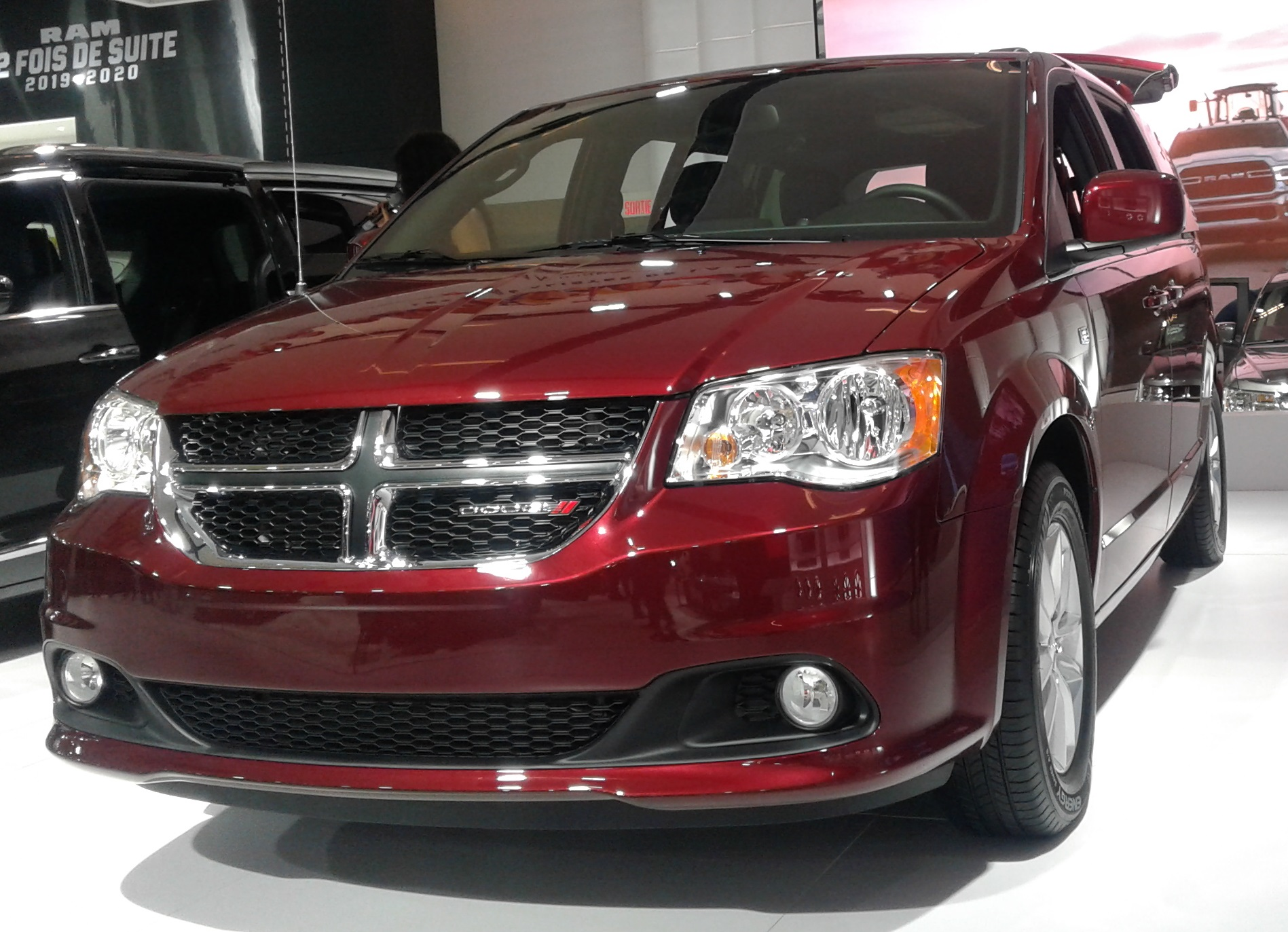
دودج جراند كارافان 2020

## التوقف
مع تقديم 2017 كرايسلر باسيفيكا لتحل محل كرايسلر تاون آند كانتري، كان من المقرر إيقاف جراند كارافان بعد عام 2016 النموذجي. ومع ذلك، واصلت FCA بدلاً من ذلك بيعها جنباً إلى جنب مع باسيفيكيا، دون تغيير عن طراز 2016 باستثناء مجموعة طرازات مبسطة.
في معرض أمريكا الشمالية الدولي للسيارات 2018، قال الرئيس التنفيذي لشركة فيات، سيرجيو مارشيوني، إنه قد يكون هناك خليفة لسيارة دودج جراند كارافان الحالية، والتي ستستند إلى كرايسلر باسيفيكا، قائلاً إن خليفة جراند كارافان سيكون «سيارة شبيهة بالقافلة»  هذا «سوف يتماشى مع هندسة باسيفيكا».
بعد جدولة الإنتاج في فبراير 2020 لينتهي في مايو 2020، قامت الشركة لاحقاً بتمديد الموعد لمدة ثلاثة أشهر لإنهاء التجميع في 22 أغسطس. انطلق آخر جراند كارافان من خط تجميع وندسور، أونتاريو، كندا في 21 أغسطس 2020.
استبدال جراند كارافان هو نموذج كرايسلر فويجر الذي تم إحياؤه، وهو إصدار مبتدئ من كرايسلر باسيفيكا الميني فان الذي يقدم أسعاراً وميزات مماثلة لسابقه جراند كارافان. في كندا، سيتم الاحتفاظ بلوحة اسم جراند كارافان وبيعها تحت علامة كرايسلر لعام 2021.

## المبيعات
| تقويم سنوي      | الولايات المتحدة | كندا   | المكسيك | مجموع   |
| --------------- | ---------------- | ------ | ------- | ------- |
| 2002            | 244,911          |        |         | 244911  |
| 2003            | 233394           |        |         | 233394  |
| 2004            | 242307           | 63559  |         | 305866  |
| 2005            | 226771           | 65.002 |         | 291773  |
| 2006            | 211,140          | 61901  |         | 273,041 |
| 2007            | 176,150          | 55.041 |         | 231191  |
| 2008            | 123,749          | 39396  |         | 163145  |
| 2009            | 90666            | 40283  |         | 130949  |
| 2010            | 103323           | 55306  |         | 158.629 |
| 2011            | 110862           | 53406  |         | 164268  |
| 2012            | 141,468          | 51,552 |         | 193,020 |
| 2013            | 124,019          | 46732  |         | 170751  |
| 2014            | 134152           | 51759  |         | 185911  |
| 2015            | 97141            | 46927  |         | 144.068 |
| 2016            | 127678           | 51513  | 496     | 179191  |
| 2017            | 125196           | 46933  | 786     | 172195  |
| 2018            | 151,927          | 32266  | 1,732   | 185925  |
| 2019            | 122,648          | 27382  | 631     | 150661  |
| 2020            | 38765            | 22,884 | 227     | 54756   |
| المجموع الفرعي  | 2,824.137        | 807334 | 3872    |         |
| إجمالي المبيعات | 3,635.343        |        |         |         |

## ذات صلة
الموقع الرسمي 2011 دودج جراند كارافان
دليل المالك (الجيل الخامس)

## وصلات خارجية
- الموقع الرسمي